# Étienne Marie Antoine Champion de Nansouty
Pour les articles homonymes, voir Champion (homonymie) et Nan-sous-Thil.
Étienne Marie Antoine Champion de Nansouty, né le 30 mai 1768 à Bordeaux en Guyenne et mort le 12 février 1815 à Paris, est un général français de la Révolution et de l’Empire. Après avoir brillamment servi dans la cavalerie au cours des guerres révolutionnaires, il fut élevé au grade de général de division en 1803 et occupa par la suite des commandements importants lors des guerres napoléoniennes. 
Issu de la noblesse bourguignonne, il étudia à l'école militaire de Brienne et fut diplômé de l'École militaire de Paris. La carrière de Nansouty commença en 1785 en tant que sous-lieutenant au régiment de Bourgogne-Infanterie, où son père avait servi sous le règne de Louis XV. Devenu officier de cavalerie au moment où la guerre éclata en 1792, Nansouty fut affecté comme aide de camp auprès du maréchal Luckner. Durant la guerre de la Première Coalition, il fit campagne avec les armées françaises sur le Rhin et en Allemagne avec le grade de lieutenant-colonel et chef d'escadron au 9e régiment de cavalerie. Il fut promu colonel en 1793 et prit le commandement du 9e de cavalerie avec lequel il se fit remarquer en diverses circonstances par des charges brillantes. Nommé général de brigade en 1799 après avoir refusé plusieurs fois cette promotion, Nansouty combattit l'année suivante sous les ordres du général Moreau en Allemagne du Sud lors de la campagne de Hohenlinden. 
Promu en 1803 au grade de général de division, le plus élevé de la hiérarchie militaire française, Nansouty fut appelé au commandement de la 1re division de grosse cavalerie de la Grande Armée qui venait d'être formée par Napoléon. À la tête de cette formation de 1804 à 1809, Nansouty participa à quelques-unes des batailles les plus fameuses des troisième, quatrième et cinquième coalitions, se signalant à Austerlitz, Friedland, Eckmühl, Essling et Wagram. En 1812, pendant la campagne de Russie, Nansouty commanda le Ier corps de cavalerie qu'il dirigea avec talent à Ostrowno et à la Moskova, où il fut sévèrement blessé au genou. L'année d'après, il commanda la cavalerie de la Garde impériale et prit part aux batailles de Dresde, Leipzig et Hanau où il fut encore blessé. Sa cavalerie joua un rôle significatif dans les multiples engagements de la campagne de France en 1814, en particulier à La Rothière, Montmirail, Vauchamps et Craonne, mais ses nombreuses blessures contraignirent Nansouty à quitter le service. 
Membre de l'élite militaire française du Premier Empire, décoré du grand-aigle de la Légion d'honneur, Nansouty intégra la Maison militaire de l'Empereur en qualité de premier écuyer et fut également titulaire du poste de colonel-général des dragons. Sous la Première Restauration, Louis XVIII attribua au général décorations et commandements, parmi lesquels celui d'une compagnie de sa Maison militaire. Nansouty mourut en février 1815 et fut enterré à Paris au cimetière du Père-Lachaise. Son nom est inscrit sous l'arc de triomphe de l'Étoile et une rue du 14e arrondissement de Paris a été baptisée en son honneur.

## Jeunesse
Étienne de Nansouty naquit le 30 mai 1768 à Bordeaux. Son père, après avoir servi dans l'armée de Louis XV pendant cinquante ans et participé aux guerres de succession de Pologne et d'Autriche ainsi qu'à la guerre de Sept Ans, était devenu major de la forteresse du château Trompette à Bordeaux. Comme c'était souvent l'usage pour un membre de la petite noblesse de l'Ancien Régime, le jeune Nansouty décida de suivre l'exemple paternel en s'engageant dans l'armée. En 1779, à l'âge de 10 ans, il fut admis à l'école de Brienne où il se fit remarquer pour son bon comportement et son assiduité. Le 21 octobre 1782, il fut transféré à l'École militaire de Paris et y obtint d'excellents résultats. Deux ans plus tard, Nansouty devint chevalier de l'ordre de Notre-Dame du Mont-Carmel et eut l'honneur de recevoir cet insigne des mains de Monsieur, frère du roi, le futur Louis XVIII. À sa sortie de l'école le 30 mai 1783, il fut nommé sous-lieutenant et, le 26 mai 1785, il fut incorporé dans le régiment de Bourgogne où son père avait servi avec distinction. 

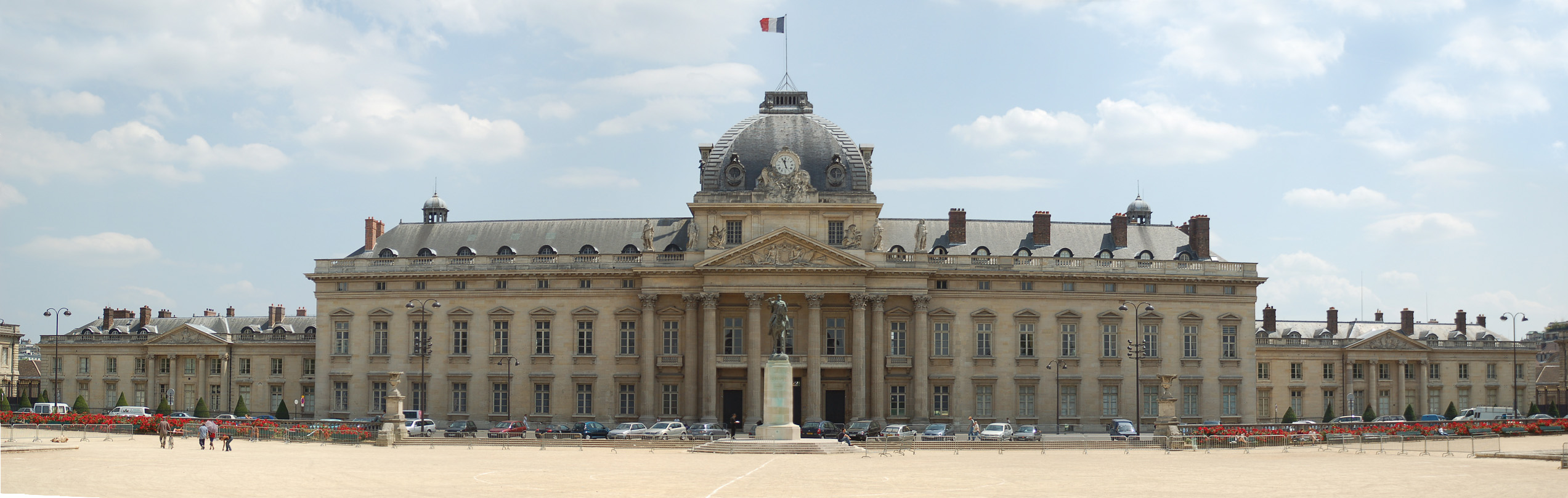
L'École militaire de nos jours. En tant que jeune cadet, Nansouty étudia dans cet établissement jusqu'en 1783, date à laquelle il obtint son brevet d'officier.

Tout au long de sa jeunesse, la famille de Nansouty mena une vie paisible et modeste à Bordeaux, résidant à l'intérieur des murs du Château Trompette. Son père, qui en était le commandant, percevait une pension de 1 000 livres et il était encore titulaire de cette fonction lorsqu'il mourut subitement en 1785, après plus de soixante années de service actif. Sa veuve, qui n'avait pas les moyens d'élever son fils et ses deux filles, reçut l'appui de la duchesse de Brancas et de l'épouse du maréchal Beauvau qui contactèrent le maréchal de Ségur, ministre de la Guerre, au sujet de la situation du jeune Nansouty. La méthode porta ses fruits, et en 1788 Nansouty fut nommé capitaine par intérim au régiment des chasseurs de Franche-Comté, une unité de cavalerie légère qui devint plus tard le 4e régiment de chasseurs à cheval. Il passa ensuite dans les hussards de Lauzun (futur 6e hussards en 1791, puis 5e hussards en 1793). En 1791, Nansouty quitta ce régiment pour servir en tant qu'adjoint auprès de l'adjudant-général Antoine François Poncet de La Cour de Maupas à l'armée du Centre le 20 décembre, avant de devenir aide de camp du maréchal Luckner au début de l'année 1792. Il fut alors promu au grade de lieutenant-colonel et prit le commandement d'un escadron du 2e régiment de chasseurs à cheval le 5 mars, puis d'un escadron du 9e régiment de cavalerie le 4 avril, régiment au sein duquel il allait servir pendant les sept années et six mois à venir.

## Parcours durant les guerres de la Révolution française

### Guerre de la Première Coalition

#### Officier au9erégiment de cavalerie

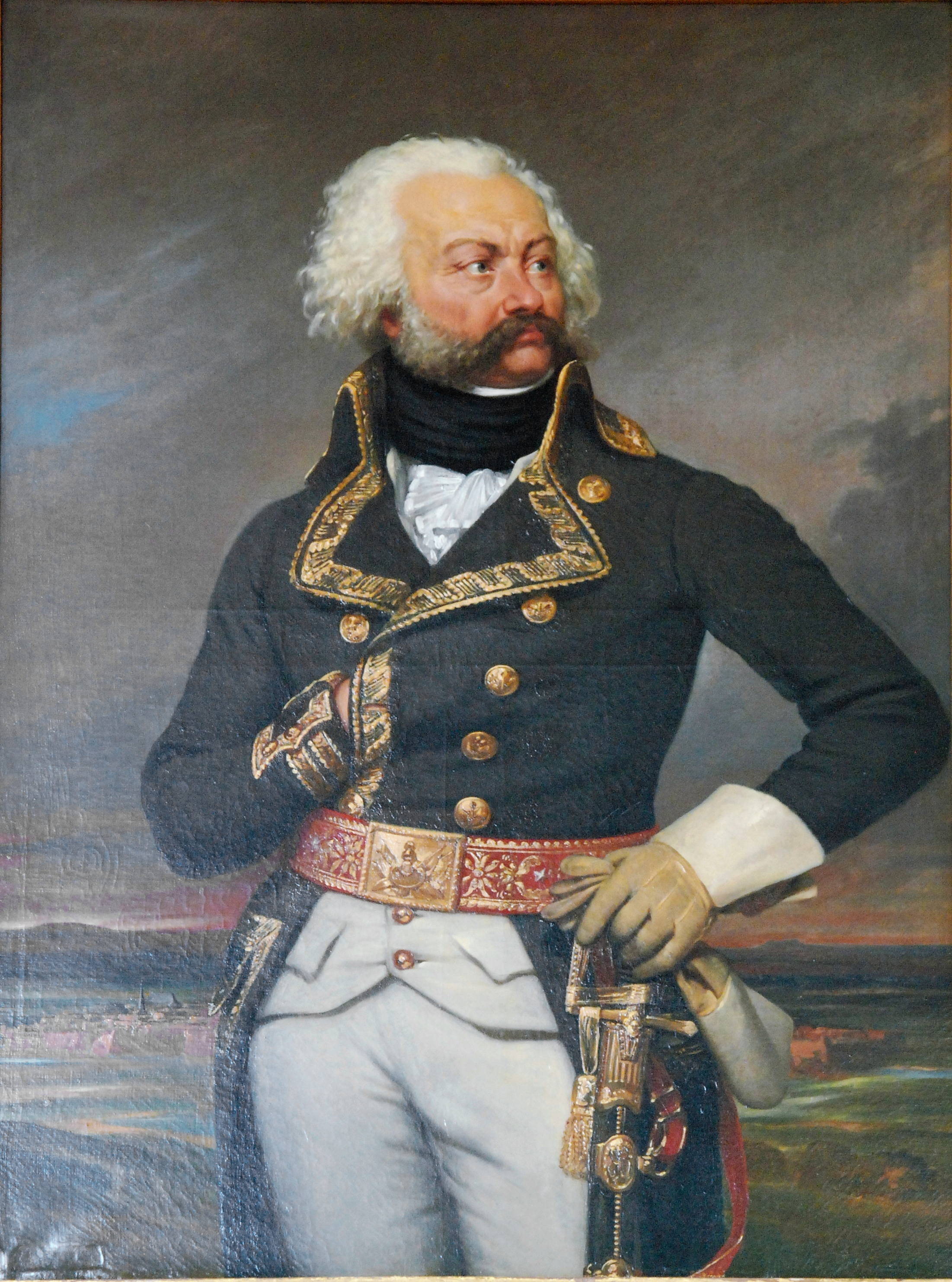
Le général Adam Philippe de Custine, par Joseph-Désiré Court. Alors jeune lieutenant-colonel au 9e de cavalerie, Nansouty connut son baptême du feu à l'armée du Rhin commandée par Custine.

Au début des guerres de la Révolution française, Nansouty, en sa qualité de chef d'escadron le plus ancien, dut provisoirement assumer le commandement du 9e de cavalerie après que son chef, le colonel Badda de Bodosalva, fût tombé malade à la fin du mois de mai 1792. Affectée à l'armée du Rhin, son unité fut intégrée au corps du général Custine chargé d'opérer dans le Palatinat. Le colonel Badda de Bodosalva mourut fin octobre et Nansouty fut naturellement pressenti pour lui succéder à la tête du régiment. Toutefois, Custine désigna à sa place le lieutenant-colonel Loubat de Bohan, plus ancien dans le grade que lui, et maintint sa décision en dépit des protestations de Nansouty. Mené par Loubat, le 9e de cavalerie participa à un engagement contre les Prussiens à Ober-Flörsheim le 30 mars 1793. Après une première charge réussie, le 1er escadron commandé par Nansouty fut contre-chargé par des hussards ennemis ; les autres escadrons du régiment sous Loubat se portèrent alors au secours de leurs camarades et les cavaliers français parvinrent à mettre leurs adversaires en fuite. Le général Custine fut appelé peu après au commandement de l'armée du Nord, mais avant de quitter définitivement son poste, il mit en œuvre une dernière attaque contre l'armée des Habsbourg. Les troupes françaises durent entreprendre une marche de nuit, à laquelle les troupes montées n'étaient pas habituées. La mauvaise coordination des manœuvres entre cavalerie, infanterie et artillerie conduisit le 17 mai à l'échec total de l'opération. Au cours du combat, l'action initiale de la cavalerie française, dont faisait partie le 9e, permit la capture de plusieurs canons ennemis, mais un retour offensif de la cavalerie autrichienne refoula les Français en désordre, semant la panique dans les rangs de l'infanterie qui arrivait en sens inverse.
Ce revers n'empêcha pas Loubat de Bohan d'être élevé quelques jours plus tard au grade de général et Nansouty assura de nouveau l'intérim. Le général Alexandre de Beauharnais, nouveau commandant en chef de l'armée du Rhin, dirigea ses troupes sur Mayence, et à cette occasion quelques combats eurent lieu près de Landau au cours desquels le 9e chargea plusieurs fois. Juste après cet événement, le commandant du 2e escadron du 9e de cavalerie demanda à obtenir la direction du régiment à la place de Nansouty, invoquant les dispositions d'une nouvelle loi au contenu ambigu. Sa demande fut rejetée et Nansouty se vit confirmer le commandement provisoire du 9e de cavalerie.

#### À la tête du9erégiment de cavalerie
Désormais à la tête du 9e régiment de cavalerie avec le grade de chef de brigade (équivalent à celui de colonel), Nansouty prit part à plusieurs combats de cavalerie victorieux aux alentours de Strasbourg dans les mois de novembre et décembre 1793. Il se trouva également à la bataille de Wissembourg à la fin du mois de décembre. Peu après cet affrontement, le général de division Donadieu, commandant la division de cavalerie à laquelle appartenait le régiment de Nansouty, fut accusé de lâcheté en présence de l'ennemi et exécuté à l'issue d'un procès. Nansouty ne fut cependant pas impliqué dans cette affaire. En dépit de son appartenance à la noblesse de l'Ancien Régime, il ne fut d'ailleurs inquiété à aucun moment pour ses origines, même aux heures les plus radicales de la Révolution française.

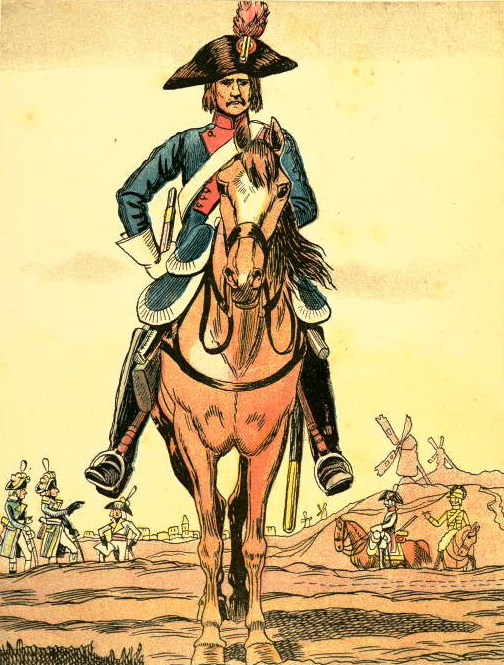
Un cavalier lourd de l'armée révolutionnaire française en 1795. Nansouty commanda le 9e régiment de cavalerie de 1793 à 1799.

Au cours de l'année 1794, la guerre se poursuivit en Rhénanie où le général Desaix tenait en échec les troupes coalisées. Le 9e de cavalerie de Nansouty forma avec le 17e régiment de dragons une brigade commandée par le général Antoine Guillaume Delmas. La brigade se distingua à deux reprises face à la cavalerie autrichienne en mai 1794. Le général de division Michaud, qui commandait en chef l'armée du Rhin, nota dans son rapport que les deux régiments de Delmas avaient à chaque fois fait preuve de bravoure et d'intrépidité en présence de l'ennemi. Au mois de juillet le 9e de cavalerie participa encore à plusieurs beaux engagements et Nansouty commença à se forger une excellente réputation, celle d'un disciplinaire soucieux d'entraîner ses hommes de la manière la plus efficace possible.
À partir du mois de décembre 1794, les forces françaises sur le Rhin traversèrent une période difficile, marquée par l'incapacité du général Pichegru à s'emparer de Mayence. Ce dernier fut peu après remplacé par le général Moreau au poste de commandant en chef. Moreau réorganisa l'armée en trois corps, auxquels il ajouta une réserve dont fit partie le 9e de cavalerie. La réserve de cavalerie, confiée à Bourcier, intervint lors de la bataille d'Ettlingen où deux escadrons du 9e furent engagés et se comportèrent de façon honorable. Un autre événement important de la campagne eut lieu à l'occasion d'un incident survenu à l'aube du 11 août 1796, alors que Nansouty et ses hommes étaient provisoirement attachés au « corps du Centre » commandé par le général Gouvion-Saint-Cyr. La cavalerie de Gouvion-Saint-Cyr était épuisée par plusieurs jours de marche ininterrompue et un escadron frais des carabiniers à cheval fut chargé d'assurer le service des sentinelles, une tâche inhabituelle pour cette unité de cavalerie lourde d'élite. Au lever du jour, alors que s'engageait la bataille de Neresheim, la cavalerie autrichienne chargea les carabiniers mal préparés qui s'enfuirent en désarroi. Leur fuite précipitée donna l'alarme au sein des autres régiments de cavalerie, accoutumés à voir les carabiniers à cheval triompher de leurs adversaires en toute circonstance. Nansouty fit de son mieux pour stopper la déroute des cavaliers et essaya de réorganiser les unités qui commençaient à céder à la panique, mais le moral de la cavalerie française demeura au plus bas pour le reste de la journée et Nansouty fut contraint de céder du terrain à l'ennemi plutôt que de risquer une charge avec des troupes aussi démoralisées. Cette décision lui attira les critiques du général Gouvion-Saint-Cyr qui envoya son aide de camp à Nansouty avec l'ordre de charger. Ce dernier finit par s'exécuter, non sans avoir pris le temps nécessaire pour déployer ses hommes. Sous sa direction, les quatre régiments de cavalerie présents (le 2e et le 20e chasseurs à cheval et les 2e et 9e de cavalerie) forcèrent la première ligne d'infanterie autrichienne à ralentir sa progression. Le jour suivant, l'archiduc Charles évacua le champ de bataille. Le 9e de cavalerie de Nansouty eut encore l'opportunité de s'illustrer en de nombreuses occasions lors de la campagne de 1796. Nansouty devint très attaché à son régiment et refusa à plusieurs reprises le grade de général de brigade pour rester à la tête du 9e de cavalerie.

### Guerre de la Deuxième Coalition

#### L'année 1799

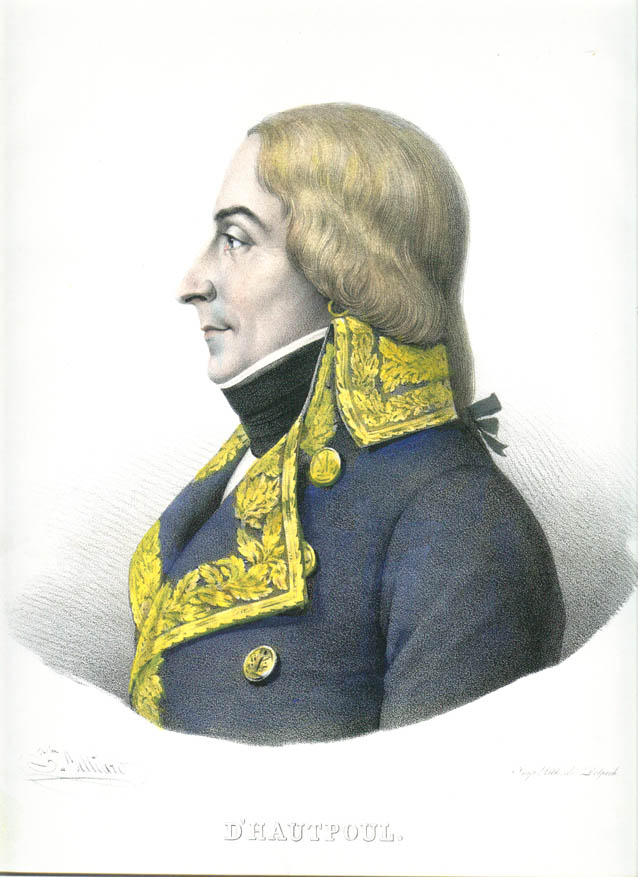
Le général de division Jean Joseph Ange d'Hautpoul, un militaire expérimenté, fut le supérieur direct de Nansouty pendant la campagne de 1799.

La signature du traité de Campo-Formio en octobre 1797 mit fin à la Première Coalition, mais la paix fut de courte durée : en 1798, une deuxième coalition se forma contre la France révolutionnaire. Le 9e de cavalerie, avec Nansouty à sa tête, fut successivement attaché à l'armée d'Allemagne, à l'armée de Mayence et enfin à l'armée du Danube dirigée par le général Jean-Baptiste Jourdan. En 1799, le régiment de Nansouty fut intégré à la réserve de cavalerie de cette armée sous les ordres du général de division Jean Joseph Ange d'Hautpoul. L'armée du Danube fut vaincue à la bataille de Stockach et la plupart de ses unités furent fusionnées avec l'armée d'Helvétie commandée par le général Masséna ; la cavalerie fut quant à elle incorporée à l'armée du Rhin qui venait d'être reconstituée.  
En 1799, la France traversa une phase périlleuse sur le plan politique et militaire, particulièrement à la suite des nombreuses défaites subies au sud-ouest de l'Allemagne dont la bataille de Stockach avait constitué le point culminant. Colonel depuis de nombreuses années, Nansouty accepta finalement d'être promu au grade de général de brigade le 29 août et obtint le commandement d'une brigade de cavalerie lourde formée des 8e et 9e régiments de cavalerie. Plus tard, la brigade Nansouty fut temporairement portée à quatre régiments qui, aux côtés des quatre régiments du général Espagne, constituèrent la réserve de cavalerie du général d'Hautpoul (1er et 2e carabiniers à cheval, 6e, 8e, 9e, 10e, 19e et 23e régiments de cavalerie, 14 canons), forte de 3 000 hommes. Le commandement en chef de l'armée du Rhin fut attribué au général Claude Jacques Lecourbe, un officier prometteur. Ce dernier, estimant ses forces trop faibles pour tenter une action offensive, décida de reculer. Lors de la retraite, un combat de cavalerie se déroula à Wiesloch pendant lequel les cavaliers de d'Hautpoul, et en particulier la brigade Nansouty, furent fortement engagés. Les opérations sur le Rhin arrivant à leur terme, Lecourbe fut remplacé à son poste par le général Baraguey d'Hilliers. Ce dernier procéda à une réorganisation de la cavalerie de réserve et la brigade Nansouty fut réduite à son effectif initial de deux régiments (8e et 9e de cavalerie).

#### Campagne en Allemagne
Malgré l'amélioration de la situation militaire aux frontières, la France demeurait en proie à des troubles politiques. Revenu de sa campagne en Égypte, le général Napoléon Bonaparte fut accueilli en héros et était regardé par beaucoup comme le sauveur de la France. Bénéficiant d'un large soutien populaire et de celui d'un grand nombre de politiciens, Bonaparte et ses partisans organisèrent un coup d'État qui entraîna la chute du Directoire et instaura le régime du Consulat. Bonaparte, désormais Premier consul, élabora immédiatement une série de plans de campagne contre le dernier adversaire continental de la France, l'Autriche. Nansouty se vit d'abord affecté à l'armée de réserve chargée d'opérer en Italie sous les ordres directs de Napoléon, mais le général Moreau insista pour le retenir à l'armée du Rhin destinée à combattre les Autrichiens en Allemagne centrale. En définitive, Nansouty reçut le commandement de la cavalerie de l'aile droite de l'armée du Rhin sous Lecourbe, composée du 15e régiment de cavalerie, du 11e régiment de dragons et du 12e régiment de chasseurs à cheval. 
La cavalerie de Nansouty prit part à divers affrontements, notamment à la bataille d'Engen, où Nansouty se fit remarquer par la précision et l'audace de ses manœuvres et par une charge victorieuse contre de l'infanterie ennemie qu'il pourchassa à travers les rues de Stockach, à l'endroit même où l'armée du Danube avait été défaite un an auparavant. Il patrouilla également dans le Tyrol et repoussa les troupes du prince de Reuss-Plauen lors d'un engagement qui eut lieu le 14 juin 1800, le jour où Napoléon remportait la bataille de Marengo sur les Autrichiens. Nansouty prit ensuite la tête d'un corps autonome dans le Tyrol jusqu'à la fin des hostilités, puis servit sous les ordres respectifs des généraux Molitor et Gudin. Nansouty eut jusqu'à cinq régiments de cavalerie sous ses ordres après que les 6e et 8e hussards eussent été rattachés à son commandement. Durant cette période, il confirma sa réputation de cavalier compétent et connaissant à fond les ressources de son arme ; le général Lecourbe alla jusqu'à déclarer qu'il ne désirait voir personne d'autre à la tête de sa cavalerie.

## Années de paix

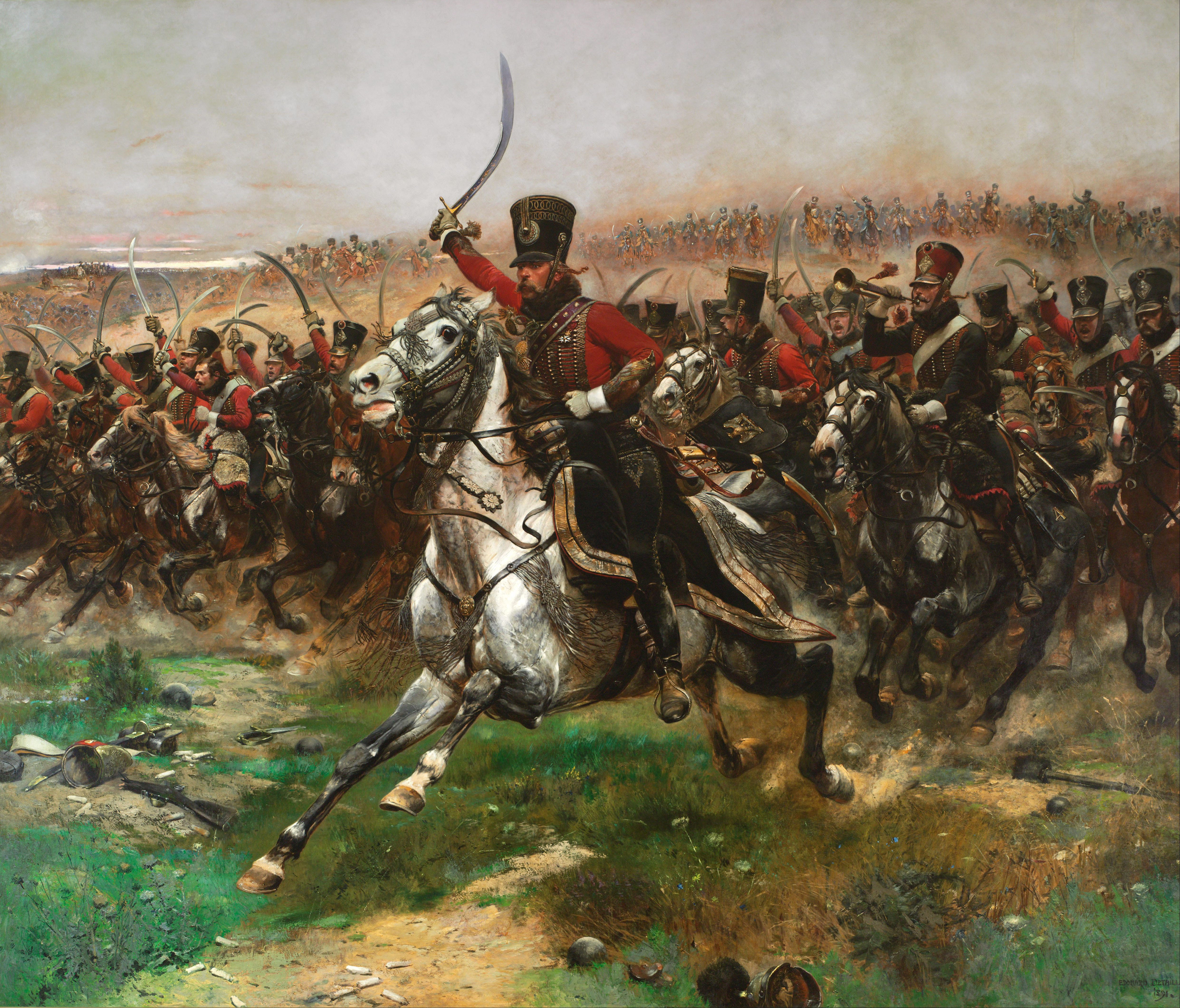
Le 4e régiment de hussards. Ce régiment faisait partie de la division Nansouty en 1803.

La signature du traité de Lunéville inaugura une période de paix sur le continent européen. Le royaume du Portugal restait toutefois allié à la Grande-Bretagne et Napoléon décida d'effectuer une démonstration de force contre la nation lusitanienne. Il ordonna pour ce faire la création du « corps d'observation de la Gironde » ; choisi parmi une liste de neuf individus, Nansouty fut désigné pour commander la cavalerie de ce corps. Chargées d'envahir le Portugal, les troupes françaises pénétrèrent en territoire espagnol mais durent rapidement rebrousser chemin vers la France après qu'un traité de paix eut été ratifié avec le gouvernement portugais. Nansouty exerça ensuite différentes responsabilités et fut élevé au grade de général de division le 24 mars 1803. Il était alors âgé de 35 ans. D'abord commandant militaire du département de Seine-et-Oise, il prit ensuite la tête de la cavalerie de l'armée du Hanovre sous les ordres du général Mortier (5e chasseurs à cheval et 2e, 4e et 5e hussards), fonction qu'il occupa jusqu'au désarmement de l'armée hanovrienne et à l'occupation de la ville par les Français.
Le 1er février 1804, Nansouty obtint un commandement dans la réserve de cavalerie de l'armée des côtes de l'Océan. La réforme de la cavalerie française entamée à partir de septembre 1803 transforma les douze premiers régiments de cavalerie lourde de l'armée révolutionnaire en régiments de cuirassiers. Une division de cavalerie lourde forte de six régiments fut également créée à la suite de ces nouvelles dispositions et le commandement en fut confié à Nansouty. Le 29 août 1805, cette division devint la 1re division de grosse cavalerie de la Grande Armée. De son côté, Nansouty fut fait commandeur de la Légion d'honneur le 14 juin 1804. L'année suivante, Napoléon lui décerna la fonction honorifique de premier chambellan de l'Impératrice mais Nansouty, qui détestait la vie à la Cour, saisit le premier prétexte pour démissionner.

## Général de l'Empire

### Guerre de la Troisième Coalition

#### Premières opérations

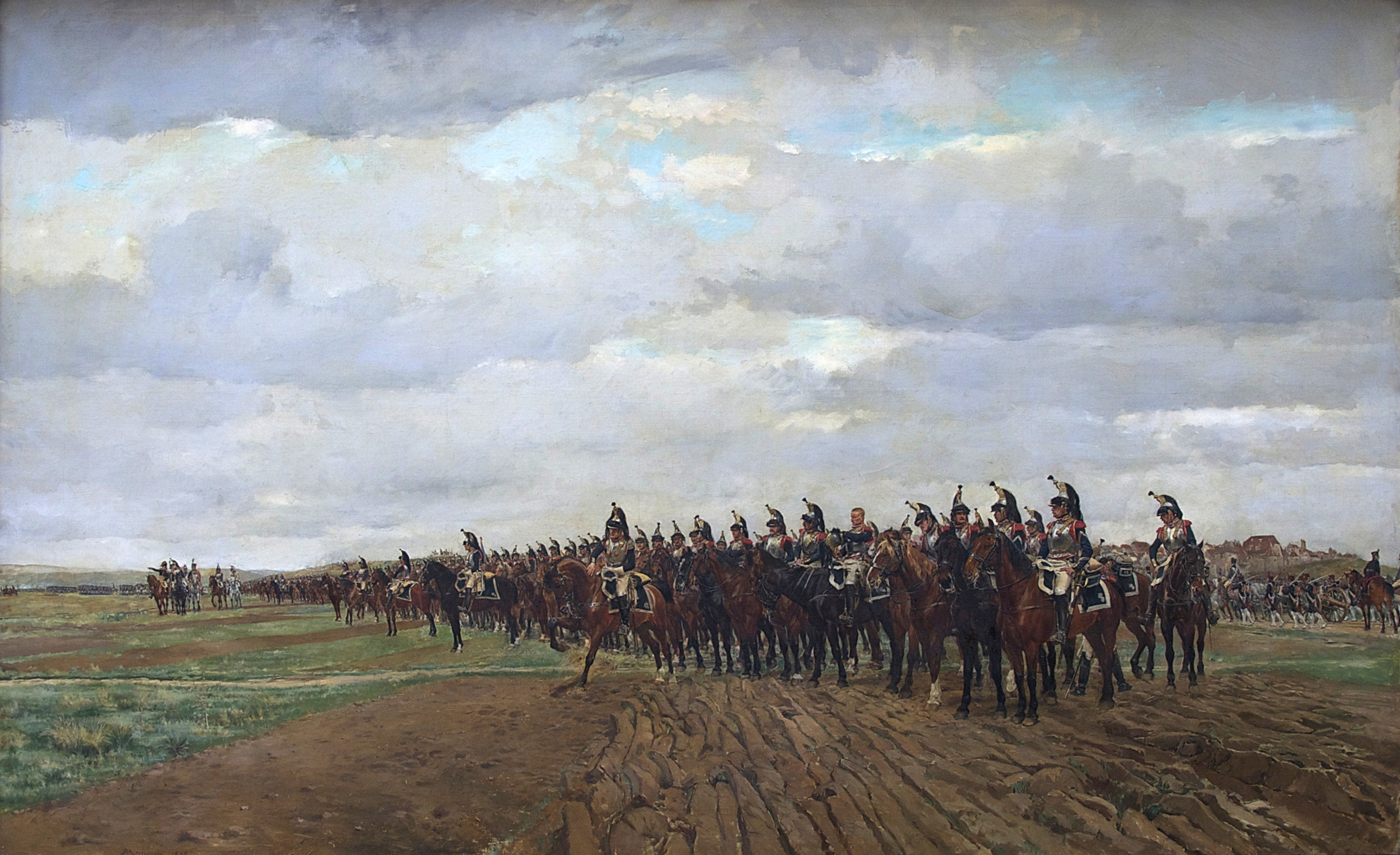
Les cuirassiers français avant la charge, 1805, par Ernest Meissonier. Les unités de cuirassiers placées sous le commandement de Nansouty se distinguèrent à plusieurs reprises au cours de la guerre de la Troisième Coalition.

Au début de la guerre de la troisième coalition, la Grande Armée se vit adjoindre une réserve de cavalerie commandée par le maréchal Joachim Murat. Cette réserve de cavalerie comprenait les divisions de cavalerie lourde de Nansouty et d'Hautpoul, trois divisions de dragons, une division de dragons à pied et une brigade de cavalerie légère. Les six régiments de la division Nansouty furent rapidement considérés comme étant les mieux commandés et les plus précis dans l'exécution de leurs manœuvres.
Durant la phase initiale de la campagne, la division Nansouty fut d'abord attachée au IIIe corps du maréchal Davout, avec lequel elle franchit le Rhin et le Danube, avant de rejoindre la réserve de cavalerie de Murat. Nansouty mena pour la première fois ses hommes au combat à la bataille de Wertingen où ses cavaliers firent preuve de leurs excellentes qualités manœuvrières. Ayant dû se séparer des deux régiments de carabiniers à cheval restés avec Murat, Nansouty et le reste de sa division accompagnèrent l'Empereur à Augsbourg et furent alors attachés au Ve corps du maréchal Lannes. À ce titre, les cuirassiers de Nansouty vinrent en appui de la division Walther lors de la bataille d'Hollabrunn. À Wischau, le 25 novembre 1805, le 9e régiment de cuirassiers participa à un important combat de cavalerie aux côtés de la division de cuirassiers de d'Hautpoul, des dragons de Walther et des grenadiers et chasseurs à cheval de la Garde commandés par Bessières.

#### Charge d'Austerlitz
S'étant avancé profondément en territoire autrichien avec le gros de ses troupes, Napoléon se retrouva opposé à une armée ennemie de 85 000 hommes aux abords de la ville d'Austerlitz. Le combat débuta avant l'aube le 2 décembre 1805 et Nansouty, dont la division était rassemblée tout entière sous ses ordres, fut une nouvelle fois affecté à la réserve de cavalerie de Murat. Nansouty prit position à l'aile gauche de l'armée et déploya les six régiments de sa division forts de trois escadrons chacun, à savoir : les 1er et 2e carabiniers à cheval de la brigade Piston (respectivement 205 hommes et 181 hommes), les 2e et 9e cuirassiers de la brigade La Houssaye (respectivement 304 hommes et 280 hommes) et les 3e et 12e cuirassiers de la brigade Saint-Germain (respectivement 333 hommes et 277 hommes). En outre, une batterie à cheval de la 4e compagnie du 2e régiment d'artillerie à cheval faisait également partie de sa division. La grosse cavalerie de Nansouty se rangea initialement sur deux lignes, en retrait de la division d'infanterie du général Caffarelli appartenant au Ve corps de Lannes.

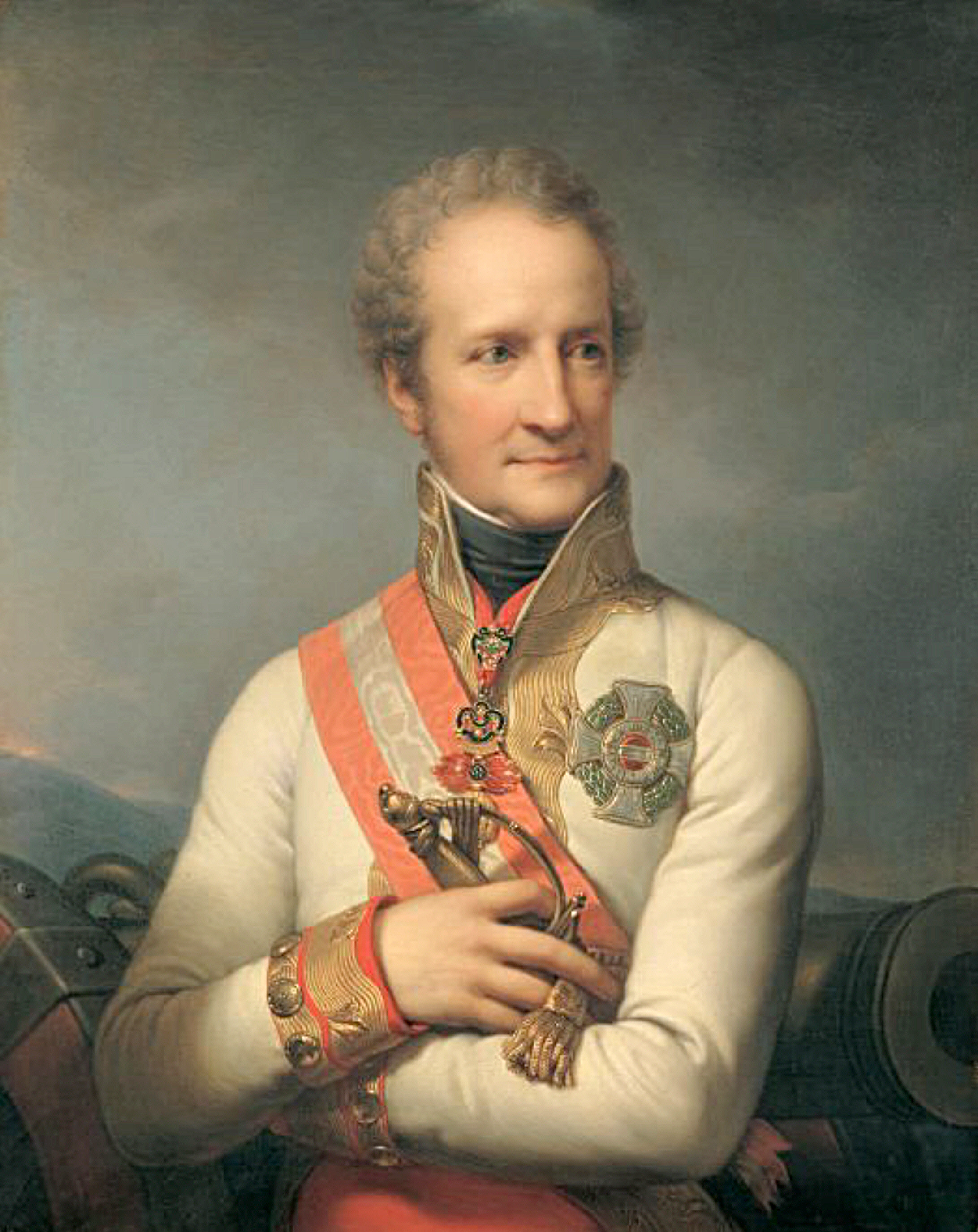
Le prince Jean Ier de Liechtenstein commandait la réserve de cavalerie de l'armée austro-russe à Austerlitz. Au cours de cette bataille, ses troupes furent mises à mal lors d'une série d'engagements par la 1re division de grosse cavalerie de Nansouty.

Vers 10 h, alors que l'engagement était devenu général sur toute la ligne, le général russe Piotr Bagration commença par rétrograder devant la progression de l'infanterie française du Ve corps. Dans le même temps, le prince autrichien Jean Ier de Liechtenstein jeta ses 4 000 cavaliers dans la bataille contre les 6 000 sabres de la cavalerie de Murat. Les coalisés négligèrent cependant de faire soutenir cette attaque par de l'infanterie ou de l'artillerie alors que les hommes de Murat étaient appuyés par les fantassins et les artilleurs de Lannes. À l'issue d'une série d'engagements avec l'infanterie de Lannes, la cavalerie coalisée, qui avait essuyé des pertes énormes, se replia pour se reformer et fut rejointe à ce moment par la cavalerie du corps de Bagration. Les cavaliers austro-russes repartirent de nouveau au combat en ciblant cette fois le centre du dispositif de Murat. Alors que les cavaliers austro-russes s'approchaient de leur objectif, ils furent durement contrés par quatre des six régiments de la division Nansouty (1er et 2e carabiniers à cheval et 2e et 3e cuirassiers) ; le bruit provoqué par le choc des deux cavaleries fut entendu à une certaine distance à la ronde. À l'issue d'un bref combat, la cavalerie coalisée fut sabrée et mise en déroute mais Liechtenstein parvint à regrouper ses soldats. Voyant toute la cavalerie française positionnée à gauche de la division d'infanterie de Caffarelli, le prince lança une attaque sur le flanc droit de cette division mais ses hommes furent accueillis par d'intenses salves de mousqueterie qui semèrent la confusion dans leurs rangs. Saisissant l'occasion, Nansouty porta sa division sur la droite, traversa les lignes de fantassins par pelotons et déploya ses hommes sur deux lignes en avant de l'infanterie. Le général engagea alors avec habileté ses unités par ordre successif, d'abord les deux régiments de carabiniers à cheval et le 2e cuirassiers de sa première ligne puis le 9e cuirassiers et la brigade Saint-Germain de sa deuxième ligne. Les trois charges menées à peu de distance d'intervalle par la division Nansouty brisèrent la cavalerie austro-russe qui fut définitivement repoussée. De nouvelles attaques de cavalerie et d'infanterie bien coordonnées furent conduites par Murat et Lannes, contraignant Bagration à battre en retraite après avoir perdu 2 000 hommes et 16 canons.
Du côté français, en dépit des charges répétées menées ce jour-là, la 1re division de grosse cavalerie n'enregistra que des pertes relativement faibles, preuve de la qualité des commandants. La 1re brigade de Piston compta 2 tués et 41 blessés, la 2e brigade de La Houssaye 1 tué et 25 blessés et la 3e brigade de Saint-Germain 47 tués et 28 blessés. Le 3e cuirassiers fut de loin le régiment le plus entamé avec 44 tués et 27 blessés, soit 21 % de pertes. Le général Belliard, chef d'état-major de Murat, mentionna dans son rapport la charge « superbe et brillante » de Nansouty ; celui-ci fut également cité peu après dans le bulletin de la Grande Armée et fait grand-officier de la Légion d'honneur le 25 décembre. Des six colonels de sa division, trois furent promus au grade de général de brigade et trois reçurent la croix de commandeur de la Légion d'honneur. À la suite du traité de Presbourg conclu avec l'Autriche à la fin du mois de décembre 1805, la division Nansouty stationna en territoire bavarois et y prit ses quartiers d'hiver.

### Guerre de la Quatrième Coalition

#### Campagne de Prusse

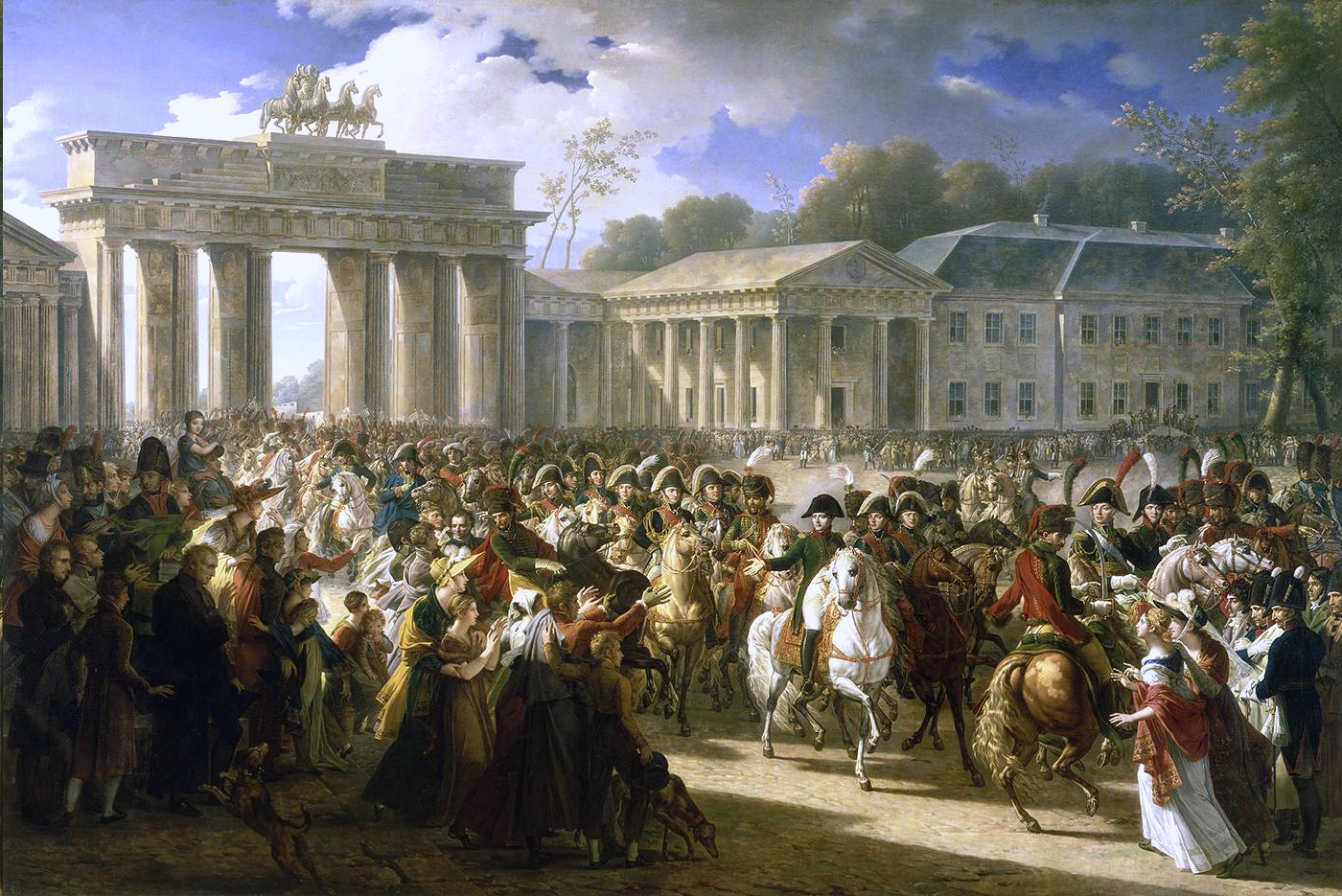
Entrée de la Grande Armée à Berlin le 25 octobre 1806, par Charles Meynier.

Une quatrième coalition s'étant formée contre la France en septembre 1806, Napoléon conduisit la Grande Armée en Allemagne dans une campagne mémorable contre la Prusse. Composée des mêmes régiments que l'année précédente (1er et 2e carabiniers à cheval, 2e, 3e, 9e et 12e cuirassiers), la 1re division de grosse cavalerie de Nansouty fit une nouvelle fois campagne avec la réserve de cavalerie de Murat. En raison de l'extrême rapidité des opérations, la division Nansouty et l'une des deux brigades de cuirassiers de la division du général d'Hautpoul ne purent arriver à temps pour participer à la bataille d'Iéna. Au soir de la bataille, la cavalerie de Nansouty se lança à la poursuite des troupes prussiennes en déroute, traquant un corps ennemi de 10 000 fantassins et trois régiments de cavalerie jusque dans les rues d'Erfurt le 15 octobre. Les Prussiens, piégés dans la ville, durent se rendre dans la nuit au colonel Préval du 3e régiment de cuirassiers ; 12 000 prisonniers (dont 6 000 blessés) et 65 canons tombèrent aux mains des Français.
Interrompant sa poursuite des débris de l'armée prussienne, la division Nansouty se trouva à Potsdam le 25 octobre et participa deux jours plus tard à l'entrée triomphale des troupes françaises dans Berlin, avant d'être passée en revue par l'Empereur le 30 octobre. Le 7 novembre, Nansouty et ses cavaliers rejoignirent Murat qui faisait route vers l'est et franchirent la Vistule le 22 décembre avec le reste de la cavalerie de réserve. Après un engagement bref mais victorieux au pont de Lapazin, la division Nansouty tenta de rallier le champ de bataille de Golymin mais les cavaliers, retardés par la boue épaisse et par la division de dragons plus lente qui les précédait, arrivèrent trop tard pour participer à l'affrontement. La division prit alors ses quartiers d'hiver à Varsovie. Murat dut quitter momentanément le service pour raisons de santé et Nansouty fut chargé de le remplacer au commandement de la division de cavalerie légère du général Lasalle et des divisions de dragons Klein et Milhaud. Ces divisions furent déployées sur la ligne de front et Nansouty, bien que formellement placé sous les ordres du maréchal Soult, reçut l'ordre d'agir en toute indépendance et de rendre directement compte de ses observations à l'Empereur. Nansouty s'acquitta de cette mission avec soin, patrouillant lui-même sur la ligne de front pour décider de l'emplacement des piquets de cavalerie légère destinés à couvrir les avant-postes de l'infanterie.

#### Campagne de Pologne: premières manœuvres

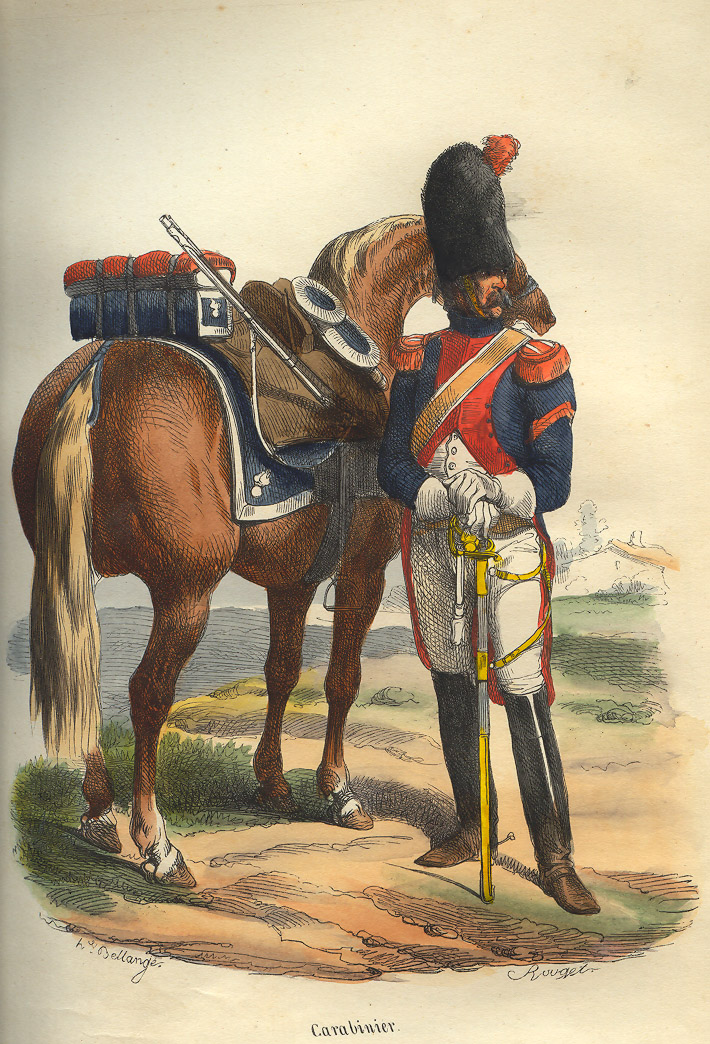
Avant 1810, les deux régiments de carabiniers à cheval ne portaient pas la cuirasse. Les carabiniers servirent dans la division de grosse cavalerie de Nansouty de 1804 à 1809.

À la suite de l'attaque menée par les Russes contre l'aile gauche de l'armée française, Murat reprit le commandement de la cavalerie de réserve et replaça Nansouty à la tête de la 1re division de grosse cavalerie avec ordre de se regrouper avec le reste de l'armée près de la ville d'Eylau. Rejoignant ses hommes à Varsovie, Nansouty les dirigea sans plus attendre vers leur destination mais sa division n'arriva sur place que le 13 février 1807, cinq jours après la bataille d'Eylau. Le 14, Nansouty apprit la mort du général d'Hautpoul, son camarade et ancien supérieur des guerres révolutionnaires, mortellement blessé à Eylau lors des grandes charges de la cavalerie française. Après la bataille, les opérations furent suspendues pour un temps et la Grande Armée prit ses quartiers d'hiver. Pour assurer la sécurité de ses avant-postes, l'Empereur envoya en avant des lignes une forte colonne de cavalerie sous Murat, dont faisaient partie les hommes de Nansouty, et chargea son beau-frère de repousser toutes les unités ennemies qu'il trouverait sur sa route. Un petit combat impliquant la 1re division de grosse cavalerie se déroula à Wolfsdorf le 10 mars, mais toutes les unités de cavalerie lourde reçurent finalement l'ordre de se diriger sur le cours inférieur de la Vistule pour s'y reposer et y recevoir des renforts.
L'arrivée de nouveaux contingents permit de regonfler les effectifs diminués par la campagne d'hiver ; au 1er juin 1807, les six régiments de la division Nansouty alignaient 3 257 hommes, ce qui en faisait de loin la plus importante division de cavalerie lourde de la réserve de cavalerie, forte à ce moment de deux autres divisions du même type, la 2e division du général Saint-Sulpice et la 3e division nouvellement constituée aux ordres du général Espagne. Les opérations militaires reprirent à la fin de l'année 1807 et la division Nansouty fut rapidement dirigée sur Deppen, où le VIe corps du maréchal Ney s'était retiré après s'être extrait avec brio d'une situation périlleuse face aux Russes, au prix de pertes minimes. Avec le corps de Ney, la cavalerie de réserve et la Garde, Napoléon se mit en route vers Guttstadt et s'y heurta le 9 juin à un important contingent russe fort de soldats des trois armes. Dans une série de charges conduite avec la cavalerie légère de Lasalle et la grosse cavalerie de Nansouty, Murat refoula les troupes adverses et les poursuivit jusque dans les rues de Guttstadt où ses hommes pénétrèrent à la nuit tombée. Nansouty, qui s'était brillamment comporté à la tête de sa division, ne joua aucun rôle actif lors de la bataille d'Heilsberg qui eut lieu le jour suivant, laissant supporter tout le poids du combat à la 3e division de grosse cavalerie du général Espagne.
Au début du mois de juin 1807, l'Empereur réévalua la situation stratégique de son armée et décida de faire mouvement au nord-est afin d'empêcher les troupes russes de Bennigsen de traverser la rivière Alle à Friedland ; une telle manœuvre aurait en effet pour conséquence de rapprocher les Russes de leurs alliés prussiens stationnés à Königsberg. Napoléon dressa aussitôt un plan de campagne et confiant au maréchal Murat le commandement de deux corps d'armée et d'une puissante réserve de cavalerie chargés de se diriger sur Königsberg, il envoya le reste de ses troupes en direction de Friedland. Les dragons de Grouchy et les cuirassiers et carabiniers de Nansouty furent temporairement attachés au corps de réserve du maréchal Lannes (deux divisions d'infanterie et une brigade de cavalerie) qui marchait en avant-garde. En l'absence de Murat, Grouchy, en sa qualité de général de cavalerie le plus ancien, reçut le commandement de toute la cavalerie restée avec l'Empereur.

#### Friedland

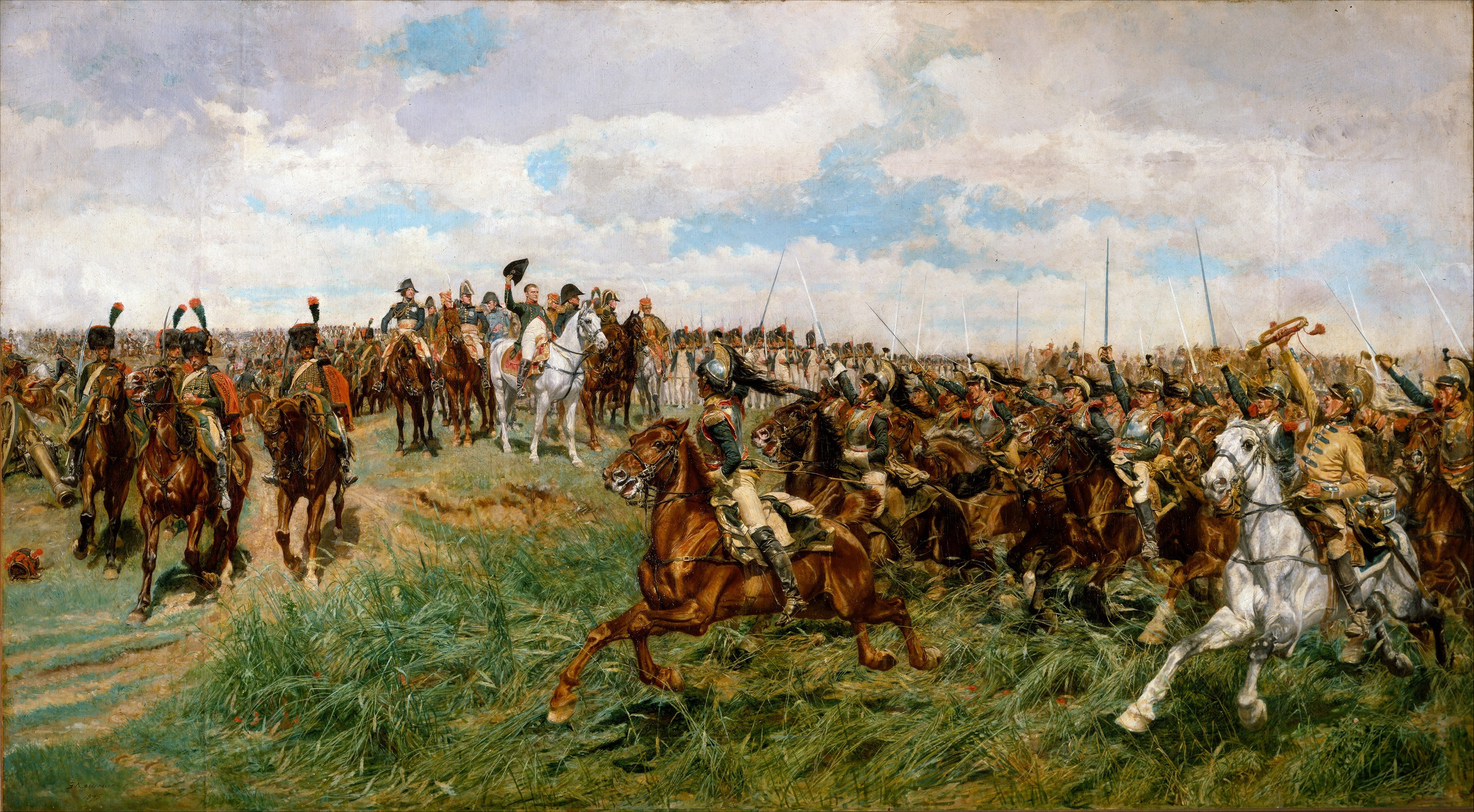
Charge des cuirassiers de Nansouty à la bataille de Friedland, le 14 juin 1807. Peinture d'Ernest Meissonier.

Lannes arriva avec son corps à Friedland le 13 juin, après la tombée de la nuit, et trouva la position déjà occupée par les Russes. Très tôt dans la matinée du 14 juin, Lannes se lança tout de même à l'attaque avec une force presque symbolique (entre 11 000 et 13 500 hommes) contre les 85 000 hommes de l'armée russe. Le maréchal souhaitait ainsi empêcher ses adversaires de traverser l'Alle tout en donnant suffisamment de temps à Napoléon pour arriver sur le champ de bataille avec le reste de ses forces. La division Nansouty arriva à Friedland après les premiers engagements et fut dépêchée sur le village d'Heinrichsdorf, de haute valeur stratégique. La possession de ce village revêtait une importance cruciale pour les Français car il couvrait les lignes de communication de Lannes avec le reste de l'armée de Napoléon. Grouchy se rendit également sur place avec sa division de dragons, mais il découvrit avec stupéfaction que la localité était aux mains des Russes et vit les cavaliers de Nansouty se retirer au trot, sans même chercher à contenir l'ennemi où à couvrir la route qui constituait pourtant la seule ligne de communication du corps d'avant-garde avec le reste de l'armée. En réalité, Nansouty était arrivé sur place peu de temps auparavant et avait reçu l'ordre de prendre position à Heinrichsdorf, sans instructions complémentaires et sans rien connaître de la situation sur la droite. Pressé fortement par l'infanterie et la cavalerie russes et inquiet pour ses propres lignes de communication, le général avait alors ordonné à ses hommes de reculer pour éviter d'être coupé du reste des troupes.

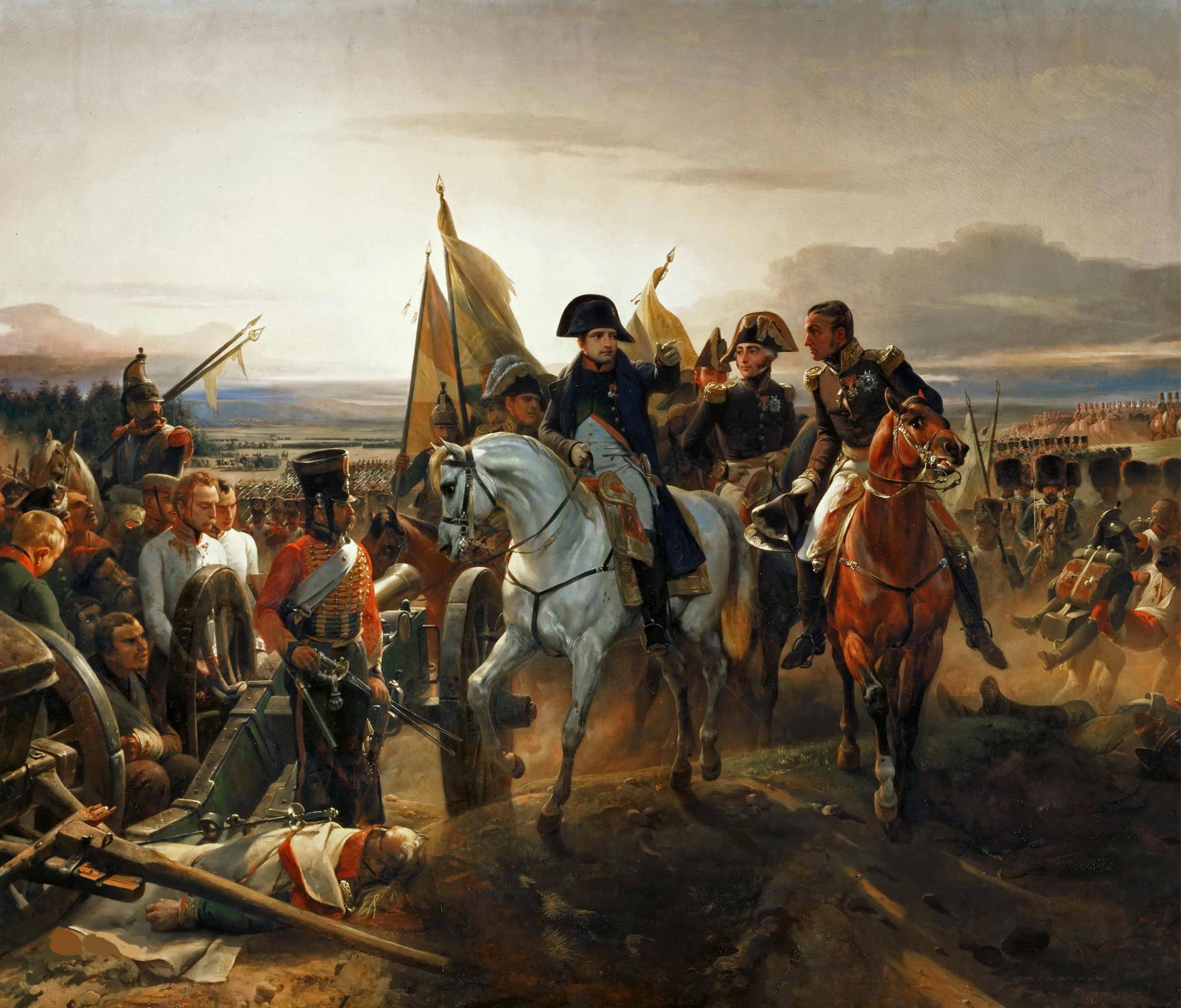
Napoléon donnant ses instructions au général Oudinot lors de la bataille de Friedland, par Horace Vernet. Nansouty, qui joua un rôle important lors de cette bataille, figure ici à la gauche de l'Empereur.

La manœuvre de Nansouty compromit toutefois entièrement le plan de Lannes qui comptait sur l'arrivée d'importants renforts depuis Heinrichsdorf. Le maréchal expédia de toute urgence un de ses aides de camp à Grouchy pour l'informer qu'il devait empêcher l'ennemi de couper ses communications avec l'Empereur à n'importe quel prix. Réagissant avec célérité, Grouchy prit le commandement des escadrons de tête de Nansouty et les ramena à leur position de départ, puis lança une charge désespérée mais victorieuse avec ses propres dragons dans le village d'Heinrichsdorf, sabrant ses défenseurs. Désorganisés par leur charge même, les dragons de Grouchy se retrouvèrent dans une situation délicate et furent contre-chargés par la cavalerie russe, mais Nansouty arriva juste à temps pour repousser cette attaque et la position fut momentanément sécurisée. Une discussion orageuse s'ensuivit entre les deux commandants : Grouchy invoqua son ancienneté et sa stature de général en chef pour critiquer la précédente manœuvre de repli ordonnée par Nansouty, ce à quoi ce dernier opposa sa plus longue expérience au commandement d'unités de cavalerie. Cette querelle n'empêcha pas Nansouty de servir brillamment sous les ordres de Grouchy dans les péripéties de la bataille à venir. Revenus de leur premier échec, les Russes décidèrent de forcer le passage à Heinrichsdorf en dirigeant sur ce point une puissante colonne d'infanterie précédés par une soixantaine d'escadrons de cavalerie et 2 000 cosaques. Pour parer à cette menace, Grouchy usa d'un stratagème qui lui permit d'attirer une partie de la cavalerie ennemie à distance de son infanterie. Grouchy chargea ensuite cette cavalerie de front pendant que Nansouty attaquait par le flanc, ce qui eut pour effet de mettre en déroute leurs adversaires. Malgré de nombreuses charges et contre-charges, la cavalerie française conserva le dessus.
Napoléon arriva entre-temps sur le champ de bataille avec d'importants renforts et il donna immédiatement des ordres en vue d'une contre-attaque générale. L'Empereur, qui désirait porter son attaque principale sur l'aile gauche des Russes, voulait empêcher ces derniers de renforcer leur flanc gauche avec des troupes de leur aile droite et il ordonna à cet effet au général Grouchy de harceler sans répit les troupes qui lui étaient opposées afin qu'elles demeurassent indispensables sur la droite du dispositif russe. Grouchy reçut également pour mission de réduire au silence les canons ennemis qui accablaient la gauche française. Dans cette tâche difficile, Grouchy fut parfaitement secondé par Nansouty et tous deux parvinrent à faire taire la canonnade russe dans ce secteur. Le rapport ultérieur de Grouchy se montra admiratif de l'action de Nansouty à ce stade du combat, ajoutant que ses derniers agissements avaient « glorieusement réparé » sa précédente erreur. Nansouty fut par ailleurs cité dans le 79e bulletin de la Grande Armée. Après la bataille, la 1re division de grosse cavalerie se joignit à la poursuite des Russes en direction du Niémen mais la signature des traités de Tilsit mit fin aux hostilités.

### Comte de l'Empire, premier écuyer et guerre de la péninsule Ibérique

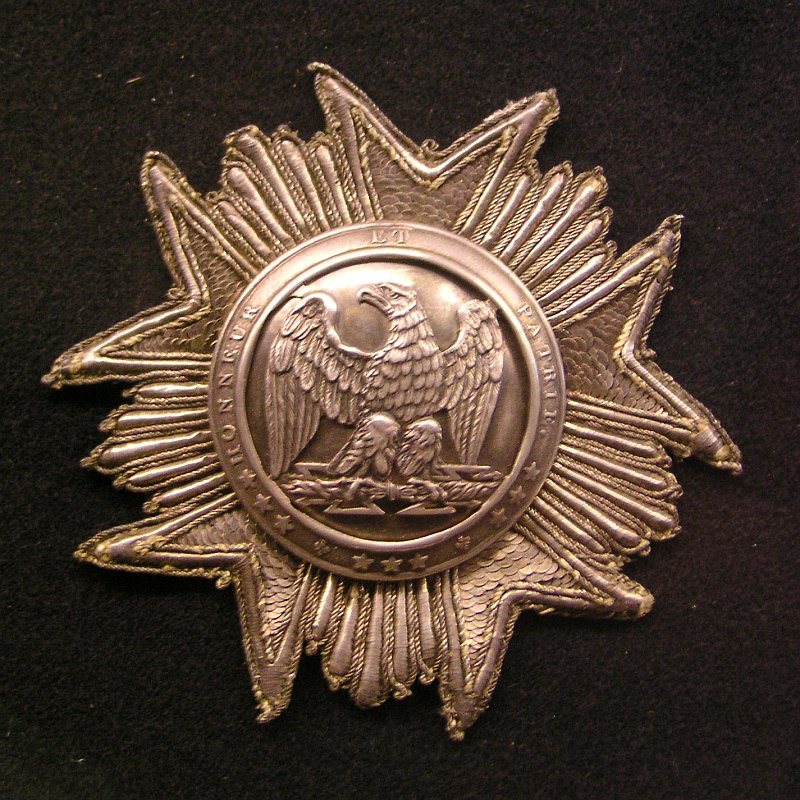
Plaque de grand aigle de la Légion d'honneur.

Les nombreux honneurs et dotations attribués au général Nansouty après la bataille de Friedland tendent à suggérer l'estime dans laquelle Napoléon tenait Nansouty et le fait que l'Empereur ne considérait pas le général responsable de l'erreur initiale commise au début du combat. Le 11 juillet 1807 le général de division Nansouty fut nommé grand aigle de la Légion d'honneur, le plus haut grade de l'ordre réservé aux officiers généraux les plus méritants, et pourvu d'un revenu annuel de 20 000 francs. Nansouty reçut le 30 juin 1807 une première rente de 12 846 francs sur le duché de Varsovie. Le 23 septembre il reçut une dotation supplémentaire de 5 882 francs sur l'Almanach impérial. Il fut par ailleurs titré comte de l'Empire le 10 mars 1808 et bénéficia de deux autres dotations, une de 25 000 francs sur le royaume de Westphalie et une autre de 10 000 francs sur le domaine de Zeven au Hanovre. Le général perçut également une dotation de 100 000 francs pour l'achat d'un hôtel particulier à Paris. Nansouty fit l'acquisition de l'hôtel du président Duret dans le faubourg Saint-Germain, un quartier extrêmement prisé par la nouvelle élite du régime impérial et abritant notamment les résidences du vice-roi d'Italie Eugène de Beauharnais, des maréchaux Davout et Lannes et des généraux Rapp et Legrand,.
En 1808, Nansouty accéda enfin à la charge de premier écuyer de l'Empereur au sein de la Maison militaire de Napoléon, une dignité pourvue d'un revenu annuel de 30 000 francs et qui prit de l'importance lorsque le grand écuyer, le général Armand Augustin Louis de Caulaincourt, fut envoyé en ambassade à Saint-Pétersbourg. Napoléon avait semble-t-il choisi Nansouty pour ses manières distinguées, son éducation, son allure aristocratique et ses talents d'administrateur. En qualité de premier écuyer, Nansouty accompagna l'Empereur durant la brève intervention de ce dernier en Espagne de novembre 1808 à janvier 1809. Il y fut alors responsable de plusieurs tâches administratives en lien avec la gestion des services et de la suite de l'Empereur et le commandement de ses officiers d'ordonnance. Les aides de camp de Napoléon avaient leurs propres aides de camp qui étaient aussi placés sous les ordres du premier écuyer. Bien que constamment présent dans l'entourage de l'Empereur lors de cette campagne qui fut ponctuée de nombreuses batailles, Nansouty lui-même n'eut pas l'occasion d'exercer un commandement opérationnel et, en janvier 1809, il raccompagna son maître vers la France alors que le déclenchement des hostilités avec l'Autriche était imminent.

### Guerre de la Cinquième Coalition
Napoléon ayant dû engager la plus grande partie de ses forces en Espagne, l'Autriche pensa que le moment était venu de venger son humiliante défaite de 1805. À Vienne, les autorités espéraient qu'une victoire sur la France leur permettrait de restaurer l'influence de la monarchie en Italie et en Allemagne. Au début de l'année 1809, les préparatifs de guerre autrichiens étaient si intenses que Napoléon dut quitter l'Espagne et se rendre de toute urgence à Paris pour réorganiser son armée en Allemagne. Au printemps, Nansouty fut rappelé au commandement de la 1re des trois divisions de grosse cavalerie de la réserve, dirigée cette fois par le maréchal Jean-Baptiste Bessières. Au déclenchement des hostilités, la division Nansouty fut rapidement détachée de la réserve pour être temporairement placée à la suite du IIIe corps du maréchal Davout, chargé des missions les plus difficiles dans la première phase de la guerre. Napoléon ayant décidé de regrouper son armée à Ratisbonne, la division Nansouty fut replacé sous les ordres de Bessières et alla servir aux côtés des troupes bavaroises. À la suite de ses récentes victoires d'Abensberg et de Landshut, Napoléon concentra le gros de ses forces, dont les hommes de Nansouty, dans le village d'Eckmühl où Davout était en attente de renforts.

#### Eckmühl et Ratisbonne

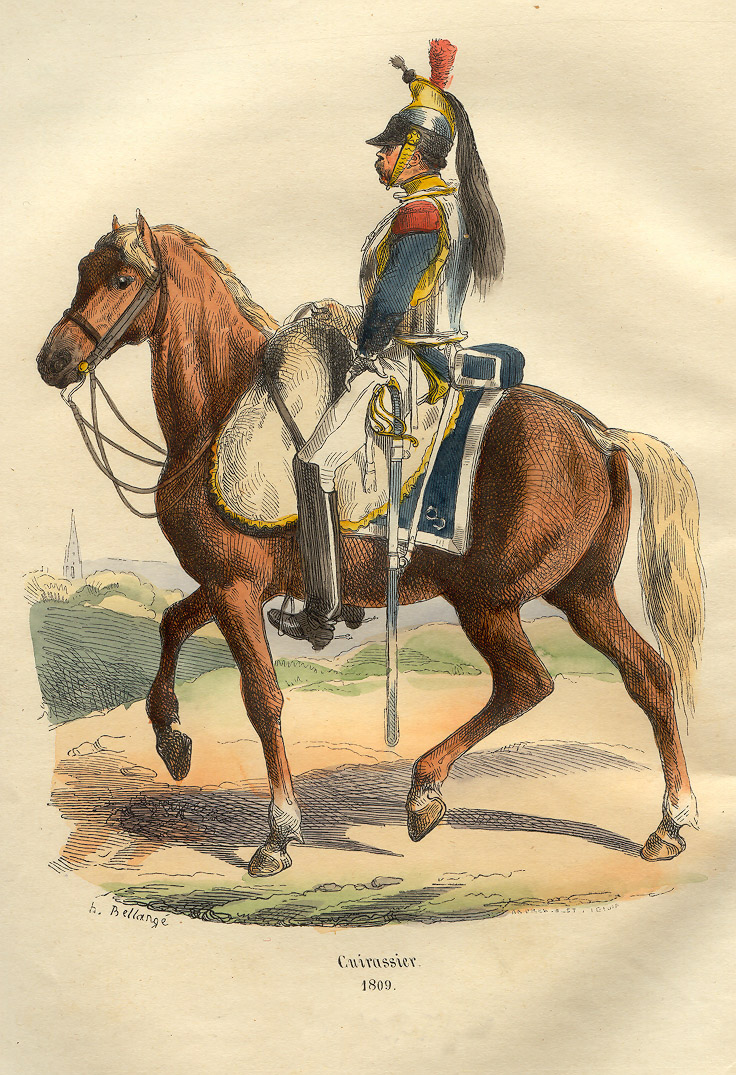
Un cuirassier français en 1809, doté de son équipement de choc.

Du 21 au 22 avril 1809, Napoléon fit face à l'armée autrichienne de l'archiduc Charles à la bataille d'Eckmühl. Le deuxième jour du combat, Nansouty fut initialement envoyé dans la plaine de Schierling pour y soutenir les Bavarois du général Deroy qui, après plusieurs tentatives infructueuses, réussirent à chasser l'ennemi du village d'Eckmühl. À l'exception de la plaine de Schierling, le terrain sur lequel se disputait la bataille était très inégal et vallonné, avec des pentes particulièrement raides, ce qui rendait impropre l'usage de la cavalerie. Ce fut pourtant à cet endroit que se déroula l'un des combats de cavalerie les plus mémorables des guerres napoléoniennes. Un premier engagement très bref se produisit aux abords d'Eckmühl lorsque la cavalerie bavaroise et wurtembergeoise chargea son homologue autrichienne. Les Autrichiens l'emportèrent et les cavaliers allemands se replièrent pour se reformer à proximité des deux divisions de grosse cavalerie française présentes sur le champ de bataille. Ces deux divisions, la 1re commandée par Nansouty (1er et 2e carabiniers à cheval, 2e, 3e, 9e et 12e cuirassiers) et la 2e sous les ordres de Saint-Sulpice (quatre régiments) étaient déployées côte à côte, sur cinq lignes de profondeur, les régiments formés en colonne les uns devant les autres. Les deux divisions se portèrent en avant, escaladèrent la pente et débouchèrent au galop sur le plateau où la cavalerie légère avait été repoussée quelques instants auparavant. La cavalerie lourde rejoignit alors les fantassins du maréchal Lannes qui crièrent « vive les cuirassiers ! » en signe d'admiration et applaudirent les cavaliers lorsqu'ils défilèrent devant eux. Avec les deux régiments de tête déployés en ligne et la cavalerie légère allemande sur chaque flanc, les deux divisions de grosse cavalerie repoussèrent facilement les unités de cavalerie autrichiennes présentes sur le plateau. Cet engagement ne constituait toutefois que le prélude d'un combat de cavalerie bien plus important.
Soucieux de protéger sa retraite, l'archiduc Charles rassembla toute sa cavalerie de réserve, 44 escadrons en tout, de part et d'autre de la route de Ratisbonne, à proximité du village d'Eggolsheim. Entre 7 h et 8 h du soir, Napoléon ordonna à ses troupes montées d'expulser la cavalerie adverse de cette position. En préparation de la charge, Nansouty déploya cinq de ses six régiments en deux lignes, trois au premier rang et deux au second rang, le dernier régiment restant avec Saint-Sulpice. La division Saint-Sulpice prit place à droite de celle de Nansouty et conserva sa formation en colonnes tandis que la cavalerie légère couvrait les flancs de l'ensemble. Les Français disposaient en tout de 48 escadrons. Au cours de leur progression, ces derniers furent soumis au feu nourri de l'artillerie autrichienne avant d'être chargés vigoureusement par le régiment de cuirassiers Gottesheim. Voyant la charge ennemie arriver, Nansouty conduisit ses escadrons à l'ennemi au petit trot et lorsque les Autrichiens ne furent plus qu'à cent pas, le régiment de tête des carabiniers à cheval fit halte et délivra une salve de carabines à trente ou quarante pas sur les assaillants. Les carabiniers tirèrent ensuite leur sabre et se joignirent aux cuirassiers dans une charge énergique contre les cuirassiers autrichiens en approche. Nansouty, suivi par Saint-Sulpice, entra en contact avec l'ennemi, et en dépit de la détermination de la cavalerie autrichienne, cette dernière fut repoussée à l'issue d'un bref combat au corps-à-corps. Venant au secours des cuirassiers du régiment Gottesheim, leurs camarades du régiment Kaiser subirent le même sort, de même que les hussards de Stpisicz et les chevau-légers de Vincent. Une mêlée générale particulièrement meurtrière se déroula au clair de lune, rendant visibles dans la nuit les étincelles produites par les coups de sabre sur les cuirasses en fer. Le général autrichien Andreas von Schneller fut blessé au cours du combat et le général Karl Wilhelm von Stutterheim, commandant en chef la cavalerie autrichienne échappa de justesse à la capture. Ses hommes furent refoulés dans les marais au-delà d'Eggolsheim par la cavalerie française et durent se replier sur Köfering, tandis que le gros des forces de l'archiduc Charles se retirait en direction de Ratisbonne.
La poursuite française reprit le lendemain à l'aube et conduisit le 23 avril à la bataille de Ratisbonne au cours de laquelle les Autrichiens tentèrent de ralentir la progression de leurs adversaires. Après un dur combat, où les cavaliers de Nansouty et de Saint-Sulpice chargèrent avec succès la cavalerie autrichienne à trois reprises, les Français s'emparèrent de la forteresse de Ratisbonne sans toutefois parvenir à transformer la retraite autrichienne en déroute. Nansouty resta à Ratisbonne avec Davout afin de surveiller le repli de l'archiduc Charles.

#### Aspern-Essling

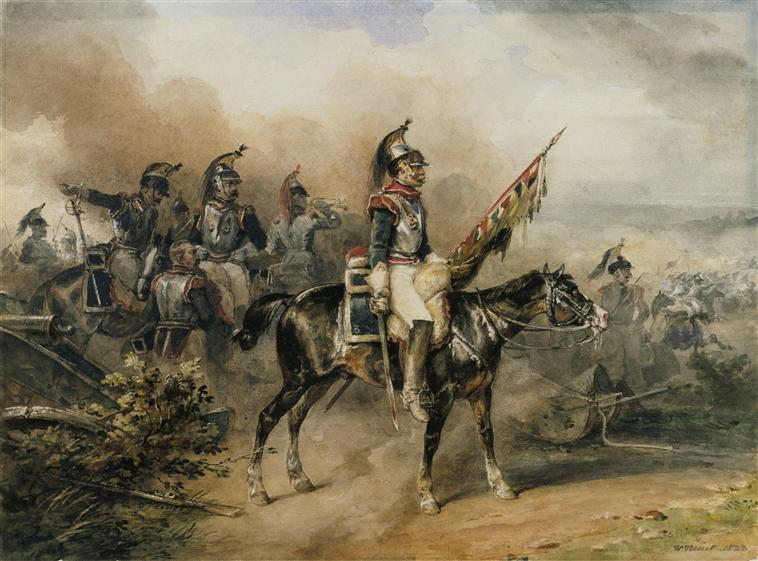
Des cuirassiers français du 3e régiment lors d'une charge. À la bataille d'Essling, le 3e cuirassiers faisait partie de la brigade Saint-Germain appartenant au corps de cavalerie commandé par Nansouty.

Le 21 mai 1809 Napoléon franchit le Danube non loin de Vienne et attaqua l'armée autrichienne de l'archiduc Charles située sur la rive nord du fleuve lors de la bataille d'Essling. Les troupes françaises étaient largement inférieures en nombre et il devint rapidement évident qu'elles allaient avoir du mal à prolonger la résistance. Au cours des affrontements du 21 mai, Nansouty ne put engager qu'une seule brigade, celle du général Saint-Germain (3e et 12e cuirassiers), le reste de sa division étant demeuré sur l'autre rive du Danube. Nansouty vit les cuirassiers du général Espagne, qui avaient chargé à de multiples reprises depuis le début de la journée, lancer une nouvelle attaque dans une tentative désespérée de relâcher la pression autrichienne sur les faibles lignes de défense françaises. Espagne venait d'être tué au combat et ses escadrons, épuisés et décimés, devaient être relevés de toute urgence. Nansouty fit aussitôt avancer les escadrons de Saint-Germain et chargea l'infanterie ennemie, permettant à l'armée de se maintenir sur sa position.
Au second jour de la bataille, le 22 mai, Nansouty reçut le renfort de sa deuxième brigade de cuirassiers (2e et 9e régiments) commandée par le général Doumerc. Dans la matinée, disposant de quelques troupes fraîches, Napoléon lança le corps du maréchal Lannes dans une attaque contre les lignes ennemies. Les cavaliers de Nansouty et de Lasalle protégeaient la marche des colonnes d'infanterie et durent charger la cavalerie ennemie pour ouvrir la voie. Toutefois, à 9 h du matin, la nouvelle de la rupture du grand pont sur le Danube, rendant impossible l'arrivée de nouveaux renforts, força Napoléon à interrompre son attaque pour amorcer une retraite en ordre. La situation de l'armée française était critique et la blessure mortelle du maréchal Lannes venait s'ajouter aux nombreuses pertes humaines. Il fallut toute l'habileté de Nansouty et des autres généraux de cavalerie pour contenir l'assaut massif des Autrichiens et permettre au reste de l'armée de se désengager progressivement. Une fois le gros des forces de Napoléon replié en sécurité sur l'île Lobau, les hommes de Nansouty évacuèrent à leur tour le champ de bataille durant la nuit. Il a plus tard été reconnu que l'intervention de la cavalerie française ce jour-là avait empêché que l'affrontement ne dégénérât en une véritable catastrophe pour Napoléon.

#### Wagram

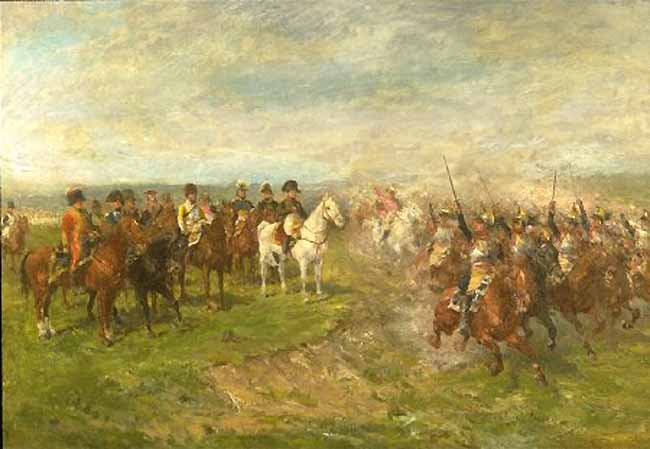
Les cuirassiers de Nansouty chargeant à la bataille de Wagram. Peinture de Guido Sigriste.

Après le sanglant échec essuyé à Essling, Napoléon mit six semaines pour planifier minutieusement une nouvelle traversée du Danube. Il déclencha l'opération dans la soirée du 4 juillet 1809, et aux premières heures du jour suivant, une partie importante de ses forces se trouvait de l'autre côté du fleuve. La division Nansouty ne fut pas engagée le premier jour de la bataille de Wagram et campa durant la nuit en arrière de la Garde impériale. Le lendemain 6 juillet, Nansouty fut d'abord envoyé en soutien de Davout sur l'aile droite française, mais lorsqu'il devint clair que ce secteur n'était pas menacé par l'arrivée de renforts ennemis, ses cavaliers furent rappelés pour être placés en réserve au centre du champ de bataille, à proximité du village d'Aderklaa. La situation de la gauche française s'étant rapidement dégradée, la division Nansouty entra en action lorsque Napoléon ordonna au maréchal Bessières, commandant la cavalerie de réserve, de charger les formations autrichiennes qui menaçaient son aile gauche. Le temps jouant contre lui, Bessières décida de ne pas attendre l'arrivée de la cavalerie de la Garde et, ses deux autres divisions de cavalerie lourde étant engagées ailleurs, il se résolut à conduire son attaque avec la seule division Nansouty. Cette dernière était particulièrement forte puisqu'elle alignait 24 escadrons pour un total de plus de 4 000 sabres, réunissant les brigades Defrance (1er et 2e carabiniers à cheval), Doumerc (2e et 9e cuirassiers) et Berckheim (3e et 12e cuirassiers).
Bessières et Nansouty menèrent leurs hommes à la charge sous une grêle de boulets et de mitraille, les deux régiments de carabiniers à cheval en tête. Ayant décelé un point faible dans la ligne autrichienne, les cavaliers français firent une percée et bousculèrent l'infanterie ennemie qui s'était formée en carrés, sabrant au passage le bataillon de grenzers Georger qui se trouvait sur leur chemin. Cependant, une grande partie de la cavalerie française n'était pas parvenue à se frayer un passage à travers les masses d'infanterie autrichienne et Nansouty ne commandait plus qu'à une force très restreinte. Par une manœuvre habile, Nansouty obliqua sur la droite et chargea les canons du prince de Liechtenstein, mais la cavalerie autrichienne intervint presque aussitôt, notamment les chevau-légers de Rosenberg et les cuirassiers du régiment Kronprinz qui prirent les carabiniers à cheval de flanc et les repoussèrent jusqu'à leurs lignes. Le coûteux échec éprouvé par la division Nansouty ne découragea pas Bessières qui s'apprêta à lancer une nouvelle attaque, cette fois-ci avec le soutien d'une partie de la cavalerie de la Garde. Cette attaque n'eut jamais lieu, le cheval du maréchal ayant été tué par un boulet et Bessières, sérieusement blessé, transporté inconscient en arrière des lignes. Son supérieur étant présumé mort, Nansouty, sans connaissance des ordres de l'Empereur, décida en conséquence de retirer promptement ses hommes de la ligne de front pour préserver sa division déjà fortement entamée.

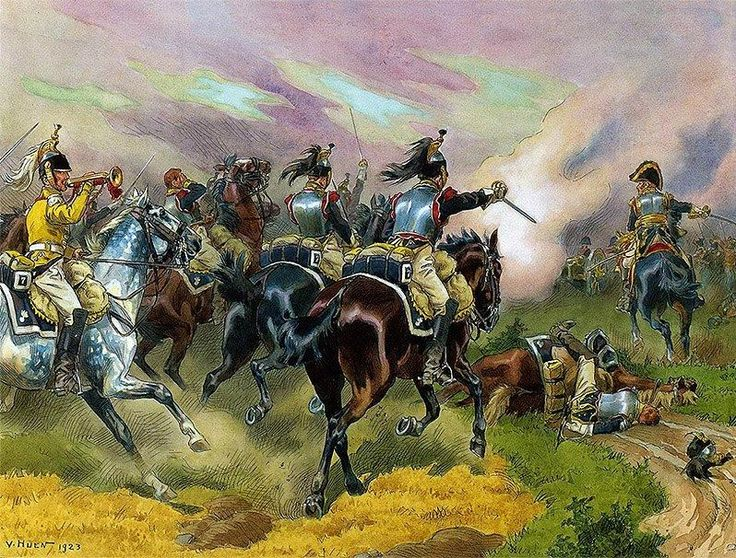
Le général Nansouty chargeant une batterie autrichienne à la tête de ses cuirassiers pendant la campagne de 1809, par Victor Huen.

Ce mouvement ne mit pas pour autant un terme à son action lors de cette bataille. La grande charge de cavalerie conduite par Bessières avait largement contribué à relâcher la pression sur le centre-gauche de la ligne française mais cette dernière restait toujours dans une position critique. Napoléon décida de reprendre l'initiative en lançant à l'attaque le corps du général Macdonald sur le centre-droit du dispositif autrichien. Macdonald, davantage par le fruit du hasard que d'une quelconque innovation tactique, forma en vue de l'offensive ses deux divisions en un gigantesque carré d'infanterie, cas unique dans les annales des guerres napoléoniennes. Quatre escadrons des carabiniers à cheval de la division Nansouty furent chargés de flanquer cette colonne tandis que le gros de la division suivait plus en arrière. La progression française fut considérablement gênée par le feu nourri des batteries autrichiennes et Macdonald, qui souhaitait se débarrasser des canons qui l'accablaient, sollicita l'intervention de la cavalerie de la Garde du général Walther, sur sa droite, et de la 1re division de grosse cavalerie de Nansouty, sur sa gauche. Sans ordre direct de Napoléon ou du maréchal Bessières, celui-ci étant hors de combat, Walther n'esquissa aucun mouvement alors que Nansouty, dont la division se trouvait trop en arrière, ne put être engagé à temps, les canons ennemis ayant déjà été déplacés à son arrivée.
La division Nansouty essuya à Wagram des pertes extrêmement lourdes, les pertes en hommes et de chevaux étant plus élevées que dans les deux autres divisions de grosse cavalerie réunies. Le bilan chez les chevaux était particulièrement sévère, avec 1 141 bêtes tuées ou blessées ; les pertes en hommes furent tout aussi importantes, alors même que seuls les carabiniers à cheval avaient véritablement été au contact de l'ennemi : 164 tués et 436 blessés. Les deux régiments de carabiniers à cheval, très éprouvés, ne comptaient plus à eux deux que 300 chevaux à la fin de la journée, soit un taux de pertes équin de 77 %. Les 9e et 12e cuirassiers subirent également des pertes importantes. La charge de Bessières, menée à la hâte avec la seule division Nansouty, eut des conséquences tactiques moins prononcées qu'à Essling du fait de l'action de l'artillerie autrichienne et de la confrontation avec une infanterie ennemie prête à recevoir le choc, mais elle fit gagner à Napoléon un temps précieux, permettant à ce dernier de reprendre l'initiative de la bataille.

### Interlude entre deux campagnes

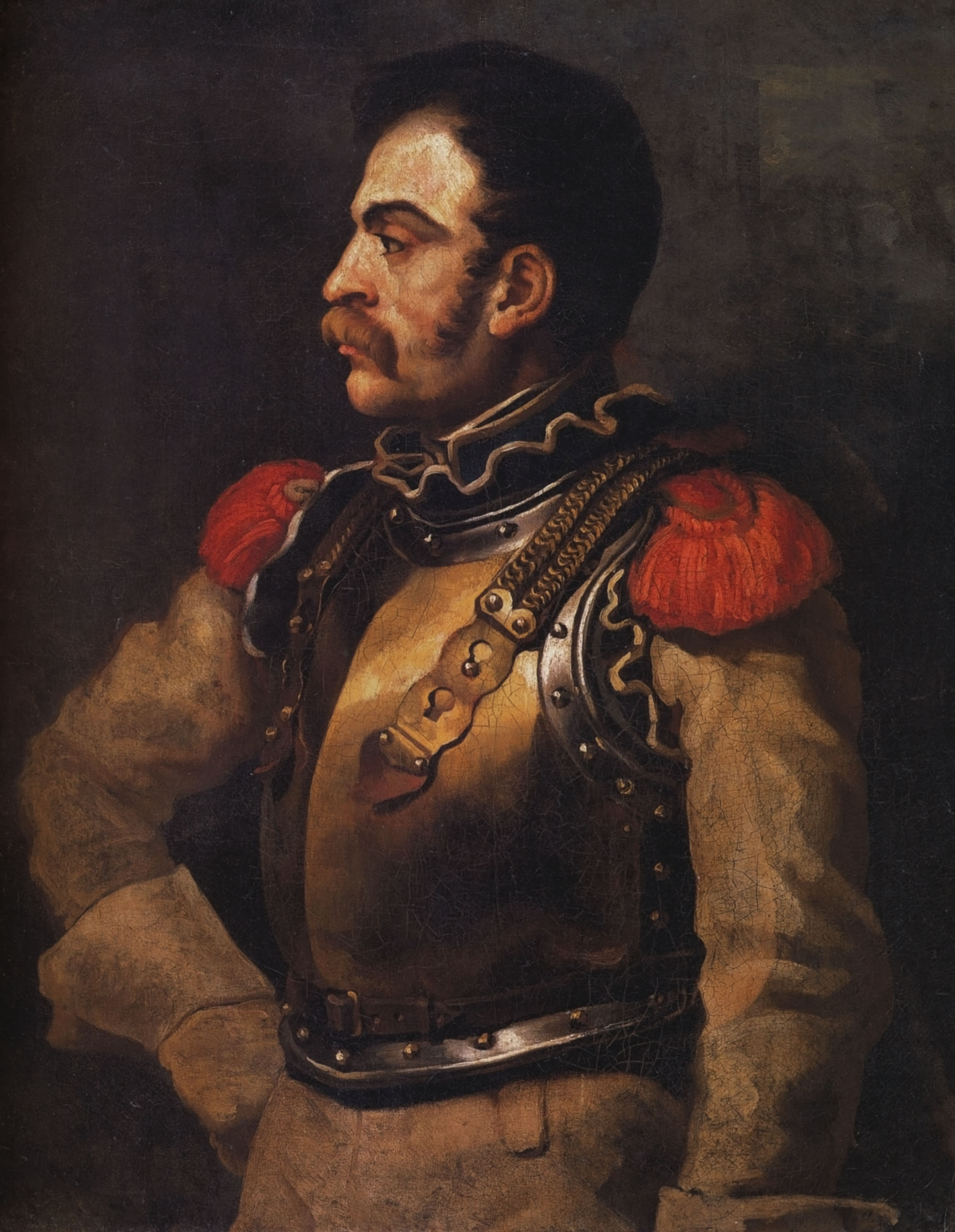
Sur proposition de Nansouty, le port de la cuirasse fut introduit en 1810 dans les deux régiments de carabiniers à cheval.

Le général Macdonald critiqua fortement Walther et Nansouty pour ne pas lui avoir fourni un soutien de cavalerie adéquat lors de son attaque. Macdonald écrivit dans ses mémoires qu'il avait été « surpris par la lenteur du général Nansouty […] Nansouty chargea finalement, mais trop tard pour exploiter le trou béant que j'avais percé au centre de l'armée autrichienne ». Quelques jours après la bataille de Wagram, Napoléon s'entretint avec Nansouty et lui reprocha son échec à coopérer avec Macdonald. Nansouty se justifia catégoriquement, expliquant qu'il n'avait pas été consulté sur le placement de sa division, ce qui avait rendu les manœuvres impossibles en plein combat. Devant l'insistance de Napoléon, Nansouty conserva son sang-froid et finit par rétorquer au souverain : « après tout, ce n'est pas Votre Majesté qui va m'apprendre à manier de la cavalerie ». Cette remarque acerbe n'empêcha pas Nansouty de continuer à cumuler les postes à hautes responsabilités au cours des années suivantes. Ce fut peu après la sanglante bataille de Wagram que Nansouty insista pour que les carabiniers à cheval perçoivent une cuirasse en acier afin de mettre un terme à ce qu'il considérait comme un état d'infériorité de ces troupes vis-à-vis de leurs camarades cuirassiers. L'initiative de Nansouty fut approuvée et entra en vigueur en 1810.
Après la signature du traité de Schönbrunn qui mettait fin à la guerre entre la France et l'Autriche, Nansouty transmit le commandement de sa division au général Bruyère et reprit sa place de premier écuyer auprès de l'Empereur le 17 octobre 1809. Cependant, avec le retour du grand écuyer Armand Augustin Louis de Caulaincourt, le poste de premier écuyer perdit beaucoup de son importance. Par conséquent, Nansouty se vit attribuer en 1811 une fonction supplémentaire, celle d'inspecteur général de la cavalerie. Très actif dans l'exercice de ses nouvelles responsabilités, il devint rapidement réputé pour sa rigueur ainsi que pour ses connaissances approfondies et l'expérience inestimable qu'il avait de son arme. Cependant, le spectre de la guerre n'était jamais très loin et, le 19 octobre 1811, Nansouty fut nommé à la tête des 2e et 4e divisions de cuirassiers du corps d'observation de l'Elbe, sous les ordres du maréchal Davout. Dans le cadre de la réorganisation de la Grande Armée en avril 1812, Nansouty obtint finalement le commandement du Ier corps de cavalerie.

### Campagne de Russie
Au début de la campagne de Russie en 1812, la Grande Armée était composée, en plus des corps d'armées habituels, de quatre grands corps de réserve de cavalerie, commandés respectivement par les généraux Nansouty (Ier), Montbrun (IIe), Grouchy (IIIe) et La Tour-Maubourg (IVe). Durant la campagne, le Ier corps de cavalerie de Nansouty fut constitué de la manière suivante : 
- 1re division de cavalerie légère, général Bruyère (7e et 8e hussards, 16e chasseurs à cheval, 9e chevau-légers lanciers, un régiment de chevau-légers prussiens et un régiment de chevau-légers polonais) ;
- 1re division de cuirassiers, général Saint-Germain (2e, 3e et 9e cuirassiers, 1er chevau-légers lanciers) ;
- 5e division de cuirassiers, général Valence (6e, 11e et 12e cuirassiers, 5e chevau-légers lanciers) ;
- 36 pièces d'artillerie[50].

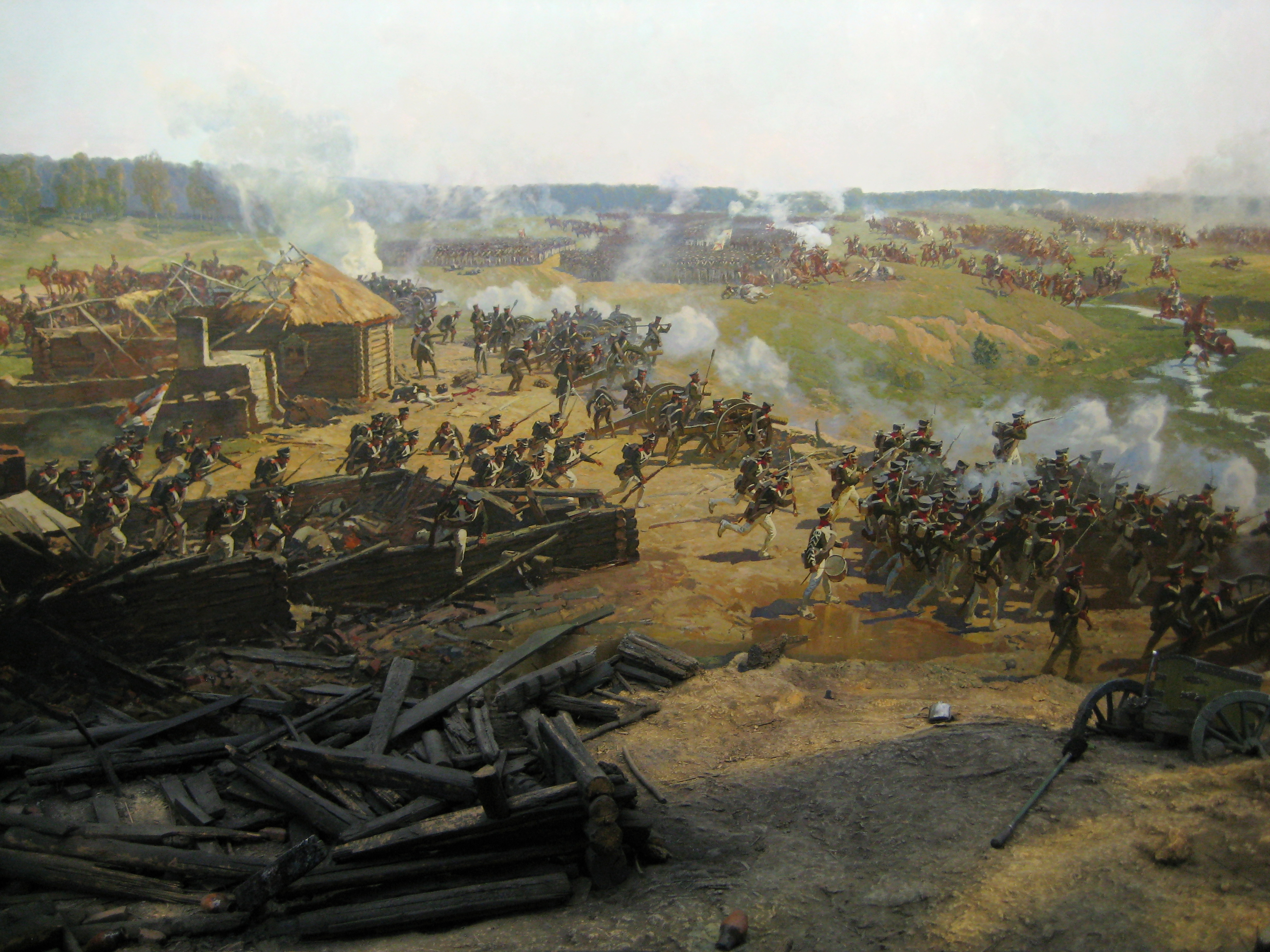
Les cuirassiers de Nansouty attaquant les carrés de la Garde russe à gauche du village de Semyanovskaya (à l'arrière-plan) au début de la bataille de la Moskova. Détail du Panorama de Borodino par Franz Roubaud, 1912.

Après avoir franchi le Niémen avec son corps, Nansouty servit sans interruption sous les ordres de Murat au cours de la campagne, précédant l'avance de l'armée ; Vilna, située dans l'axe de progression des envahisseurs, tomba ainsi aux mains de la cavalerie française. Bien que marchant constamment aux côtés de Murat et de l'Empereur, le Ier corps de cavalerie de réserve fut assez peu engagé, se distinguant toutefois brillamment lors d'un combat d'arrière-garde à Ostrowno avant de participer brièvement à la bataille de Vitebsk. Un incident peu glorieux impliquant la cavalerie légère de Nansouty se déroula lors de cet affrontement lorsque le 8e hussards et le 16e chasseurs prirent la fuite devant une charge de la cavalerie russe. Cet épisode mit en évidence le fait que la division Bruyère, dont ces deux régiments faisaient partie, avait beaucoup perdu de sa force en étant systématiquement déployée à l'avant-garde de l'armée, conduisant à la perte des soldats les plus braves et les plus aguerris. Malgré tous les efforts de Nansouty, les marches très longues et épuisantes, les pluies torrentielles et l'absence de fourrage eurent des effets néfastes sur le Ier corps de cavalerie dont l'effectif avait été réduit de moitié depuis le début des opérations. En outre, de même que les autres commandants de corps, Nansouty exerçait rarement un contrôle direct sur la totalité des troupes dont il avait la charge, ce qui conduisit ces dernières à être utilisées de manière inappropriée en plusieurs occasions.
Les trois divisions de Nansouty se regroupèrent finalement le 7 septembre 1812 et, le même jour, prirent une part active à la bataille de la Moskova. Le Ier corps de cavalerie fut placé sur l'aile droite française en deuxième ligne, en arrière du corps du maréchal Davout. Après que Murat se fût emparé de deux redoutes sur le flanc gauche des Russes, Nansouty déploya ses hommes à droite de cette position et soutint ensuite l'avance de l'aile droite française. Les Russes faisant un retour offensif, Nansouty prit personnellement la tête des divisions de cuirassiers de Saint-Germain et de Valence et les conduisit à l'attaque. Lors de la charge, il eut le genou fracassé par une balle. Cette blessure fut la première de la carrière de Nansouty et elle était suffisamment sérieuse pour mettre fin à son rôle actif au cours de cette campagne. Le général fut transporté à Moscou après la bataille et, bien que toujours blessé, il fut chargé le 10 octobre de commander le convoi qui devait emmener les généraux et colonels blessés ainsi que les principaux trophées capturés derrière les lignes,. Dans cette mission, il fut exposé à de grands dangers, à la faim et au froid extrême qui fragilisèrent sa santé déjà chancelante. Il fut ensuite autorisé à rentrer en France pour sa convalescence.

### Guerre de la Sixième Coalition
Les restes de l'armée française quittèrent définitivement le territoire russe en décembre 1812. Cette défaite exalta les sentiments anti-français en Allemagne et conduisit la Prusse à s'allier avec les Russes pour former la Sixième Coalition. La guerre reprit au début de l'année 1813, mais Nansouty n'était pas encore complètement remis de sa blessure et se trouvait dans l'incapacité de reprendre du service. Le 16 janvier, il fut toutefois nommé au poste prestigieux de colonel-général des dragons par l'Empereur en remplacement du général Baraguey d'Hilliers qui venait de mourir d'épuisement. La blessure de Nansouty était très sérieuse, mais le général avait eu beaucoup de chance car la balle qui avait percé son genou avait seulement endommagé la chair, laissant la rotule intacte. Ayant manqué le début de la campagne, Nansouty fut rappelé sur les champs de bataille une fois sa blessure guérie au milieu de l'année 1813. Il accepta de prendre le commandement de la cavalerie de la Garde impériale, dotée d'un effectif de 5 000 sabres, avec sous ses ordres les grenadiers à cheval du général Guyot, les dragons du général Letort, les chasseurs à cheval du général Lefebvre-Desnouettes et les deux régiments de chevau-légers lanciers du général Colbert.

#### Campagne d'Allemagne (1813)
En 1813, les opérations se déroulèrent essentiellement en Saxe et des affrontements mineurs opposèrent la cavalerie coalisée aux chasseurs à cheval et aux lanciers de Colbert. Le premier engagement sérieux de la campagne eut lieu lors de la bataille de Dresde, où la cavalerie de la Garde sous les ordres de Nansouty appuya l'attaque du maréchal Ney sur le flanc gauche en liaison avec l'infanterie de la Jeune Garde du maréchal Mortier.  

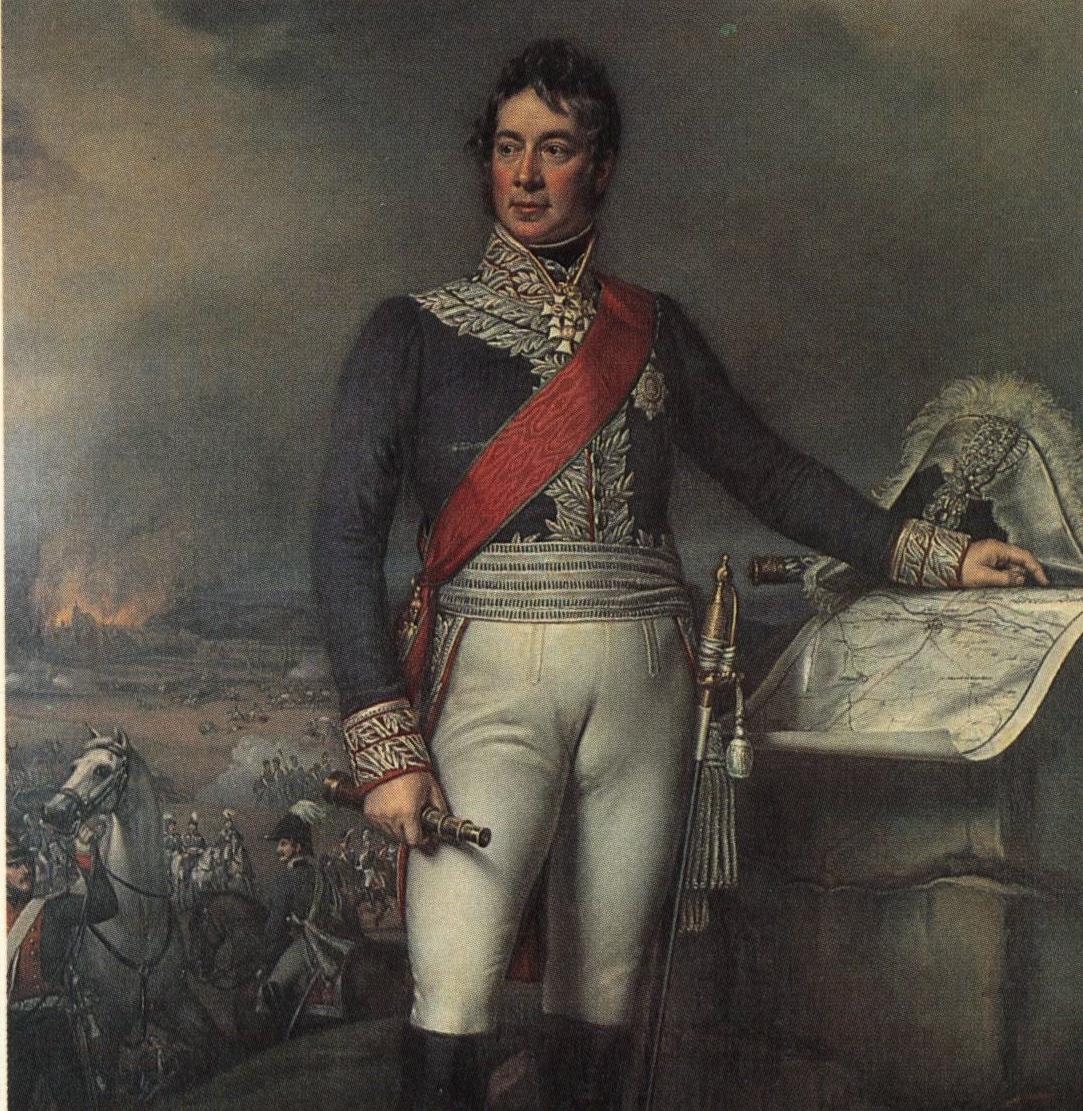
Le général bavarois Carl Philipp von Wrede tenta de barrer la route à Napoléon qui se repliait vers la France, ce qui donna lieu à la bataille de Hanau. Au cours de l'affrontement, la cavalerie austro-bavaroise fut vaincue par la cavalerie de la Garde impériale de Nansouty.

Toutefois, la cavalerie de la Garde impériale ne fut pas engagée en tant que telle avant la bataille de Leipzig, qui fut disputée à la mi-octobre. D'abord tenues en réserve, la cavalerie et l'artillerie de la Garde durent intervenir de toute urgence après la défection d'une partie des troupes saxonnes. Ces dernières combattaient à présent les soldats qui l'instant d'avant avaient été leurs alliés et la situation d'une partie des régiments français devint extrêmement critique. La division du général Durutte, qui se trouvait à proximité des lignes saxonnes, avait en particulier désespérément besoin d'être secourue. Napoléon envoya rapidement pour la soutenir Nansouty à la tête de la cavalerie et de l'artillerie de la Garde. Nansouty mena une charge énergique avec quelques-uns de ses régiments, grenadiers à cheval, dragons et lanciers, contraignant les Saxons au repli. Le rapport de force bascula néanmoins le 19 octobre avec l'explosion prématurée d'un pont sur l'Elster, qui constituait la principale ligne de retraite de l'armée française. La cavalerie de la Garde parvint à s'extraire du champ de bataille et couvrit efficacement le repli des contingents rescapés.
Alors que la Grande Armée était en pleine retraite, une situation potentiellement dangereuse pour les Français se produisit le 29 octobre 1813. La Bavière ayant à son tour rejoint les rangs de la coalition, une armée austro-bavaroise d'environ 45 000 hommes, commandée par le général Carl Philipp von Wrede — qui avait combattu sous les ordres de l'Empereur lors des campagnes précédentes — entreprit de barrer la route aux troupes françaises et de les ralentir jusqu'à l'arrivée du gros des forces coalisées. Pour accomplir sa mission, Wrede pouvait notamment compter sur une artillerie nombreuse, forte d'une centaine de pièces, et sur une puissante cavalerie de cinquante escadrons. En comparaison, les troupes françaises étaient très dispersées et seules les rares unités à avoir conservé leur cohésion se trouvaient en état de combattre. Au cours de la bataille de Hanau qui s'ensuivit, Wrede déploya son armée en avant de la forêt de Lamboi, où il pensait que les Français allaient faire retraite. Il positionna également sur sa gauche la quasi-totalité de sa cavalerie, commandée par le général Franz Splény de Miháldy. En dépit de son infériorité numérique, Napoléon envoya une partie de son armée contre les Bavarois retranchés dans la forêt, mais seule l'entrée en lice de l'infanterie de la Garde permit d'emporter la décision. Les Bavarois, qui avaient combattu aux côtés des Français pendant de nombreuses années, paniquèrent à la vue des bonnets à poils des fantassins de la Garde et abandonnèrent leur position à l'issue d'un bref combat. Le feu de leur artillerie força toutefois l'infanterie française à interrompre sa progression. Napoléon ordonna alors au général Lenoury de mettre ses canons en batterie et détacha pour le soutenir Drouot avec l'artillerie à cheval de la Garde et quelques autres bouches à feu ; cette « grande batterie » d'une cinquantaine de canons fut rapidement en mesure de riposter efficacement à la canonnade des Austro-Bavarois. Nansouty, avec les dragons et les lanciers de la Garde, reçut l'ordre de protéger cette batterie et déploya à cet effet ses hommes derrière les canons.

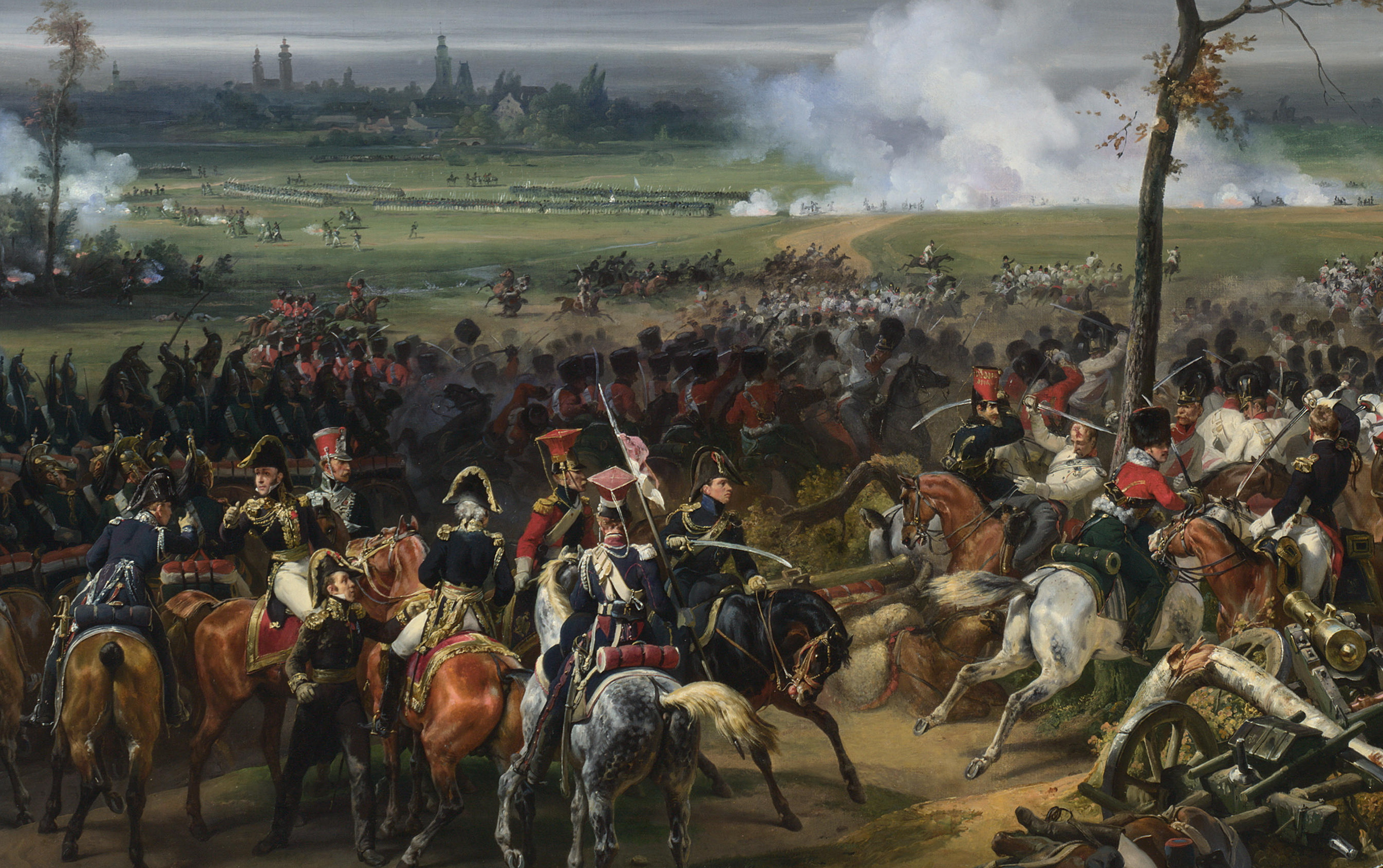
Le général Nansouty (de dos, reconnaissable grâce à ses cheveux poudrés et à sa queue de cheval) donnant ses ordres lors de la défense de la grande batterie contre la cavalerie austro-bavaroise. La cavalerie de la Garde charge à l'arrière-plan. Détail d'une peinture par Horace Vernet.

Sa situation se dégradant à vue d’œil, Wrede lança sa cavalerie, soit environ 7 000 hommes, à l'attaque de la grande batterie de Drouot. Un feu de mitraille dévastateur balaya la plupart des escadrons alliés qui coururent se réfugier derrière leurs lignes, mais quelques-uns parvinrent malgré tout à atteindre les canons français et à dépasser la batterie pour être immédiatement contre-chargés et repoussés par la cavalerie de la Garde. La batterie étant à présent hors de danger, Nansouty, appuyé par les cuirassiers de Sébastiani, se lança à la poursuite de la cavalerie ennemie et brisa successivement un régiment de cuirassiers autrichiens, le régiment de dragons Knesevich et deux régiments de chevau-légers bavarois conduits personnellement par Splény. Puis, par une manœuvre similaire à celle de Kellermann à Marengo, Nansouty déporta ses hommes sur la gauche et se précipita sur l'infanterie ennemie, l'enfonçant. Les grenadiers à cheval de la Garde se trouvaient au cœur des combats et une contre-charge de la cavalerie bavaroise les mit momentanément dans une situation périlleuse, mais ils furent promptement dégagés par un régiment des gardes d'honneur. Nansouty jeta alors dans la bataille toute sa cavalerie, culbuta les carrés adverses et les quelques éléments de cavalerie restants et en rejeta une partie dans la rivière Kinzig. La charge de Nansouty permit à Sébastiani de réduire au silence l'artillerie bavaroise grâce à un emploi judicieux de la division de cuirassiers de Saint-Germain et de la division de cavalerie légère d'Exelmans,. Nansouty fut légèrement blessé au cours des combats, mais sa remarquable prestation à Hanau est comparée par un auteur russe à celle du général de cavalerie prussien Friedrich Wilhelm von Seydlitz à la bataille de Zorndorf.

#### Campagne de France (1814)
La dernière campagne de Nansouty se déroula en 1814 sur le sol français et dans des conditions particulièrement dramatiques, les armées de la coalition déferlant sur le territoire national. Lors de cette campagne, il conserva le commandement de la Garde à cheval, forte de 5 000 sabres, c'est-à-dire les 1er et 2e régiments de chevau-légers lanciers du général Colbert-Chabanais, les chasseurs à cheval du général Levesque de Laferrière, les grenadiers à cheval du général Guyot, les dragons du général Letort ainsi que toute l'artillerie à cheval de la Garde. 
Cette cavalerie ne tarda pas à entrer en action dès le 27 janvier lors de la bataille de Brienne. Deux compagnies d'artillerie à cheval sous les ordres d'un officier nommé Marin, un vétéran des campagnes d'Italie et d'Égypte tenu en haute considération par Napoléon, y furent presque complètement anéanties, le commandant et le matériel étant capturés par l'ennemi. Napoléon fut extrêmement mécontent d'apprendre que la cavalerie lourde de la Garde n'avait pas su protéger ces canonniers. Des pièces supplémentaires furent perdues par l'artillerie de la Garde à la bataille de La Rothière, où Napoléon essuya l'une des rares défaites tactiques de sa carrière. Une partie de la cavalerie de la Garde avait d'abord chargé la cavalerie ennemie avec succès mais, face aux lignes inébranlables des gardes prussienne et russe et menacée sur son flanc par des unités de dragons, elle fut rapidement contrainte au repli, abandonnant plusieurs pièces derrière elle.
Après avoir rejoint l'Empereur à Champaubert, Nansouty prit part à la bataille de Montmirail, où il fut dans un premier temps chargé d'assurer la protection de l'artillerie. Appuyant ensuite à l'attaque de la Garde à pied sur la ferme d'Épine-au-Bois, il vira subitement à gauche avec sa cavalerie, tomba sur de l'infanterie adverse qui n'avait pas eu le temps de se préparer au choc, la mit en déroute et se lança à la poursuite des fuyards. Cette attaque combinée menée par la Garde permit la capture d'un grand nombre de prisonniers et de canons ; Nansouty fut pour sa part légèrement blessé. Certaines de ses unités prirent part à la bataille de Château-Thierry, lors de laquelle l'Empereur ordonna à la cavalerie de la Garde d'effectuer un mouvement tournant sur l'aile gauche des Coalisés et où deux des subordonnés de Nansouty, le général Letort et le colonel Curély, enfoncèrent dans une charge brillante plusieurs carrés ennemis. Le 14 février, Nansouty se distingua personnellement à Vauchamps, où il soutint Grouchy dans une attaque qui décida du sort de la bataille. Chargeant de front les troupes de Blücher, Nansouty permit à Grouchy de tomber sur les arrières des colonnes prussiennes qui furent sabrés et taillées en pièces par les deux généraux. La poursuite à laquelle participa la cavalerie de la Garde, fut couronnée de succès. Les pertes ennemies furent estimées à 9 000 ou 10 000 hommes et 25 canons perdus. Cette victoire mit Napoléon de très bonne humeur mais, à la tombée de la nuit, sa joie se transforma en colère lorsqu'il apprit que plusieurs artilleurs à cheval de la Garde avaient été perdus. Ces hommes avaient été capturés durant leur marche et l'un des subordonnés de Nansouty, le général Guyot, qui ne leur avait pas fourni de guide ni d'escorte appropriée, fut accusé d'être à l'origine de cet incident. En présence de Nansouty, Napoléon fit une scène violente à Guyot et le blâma pour ses négligences ayant entraîné la perte de canons lors des précédentes batailles, ainsi que pour divers autres manquements comme celui de ne pas assurer suffisamment sa sécurité. Longuement sermonné, Guyot fut relevé de ses fonctions et Napoléon annonça à Nansouty son intention de remplacer Guyot par Exelmans au commandement de la cavalerie lourde de la Vieille Garde. Cet épisode contribua manifestement à refroidir les relations entre Napoléon et le général Nansouty.

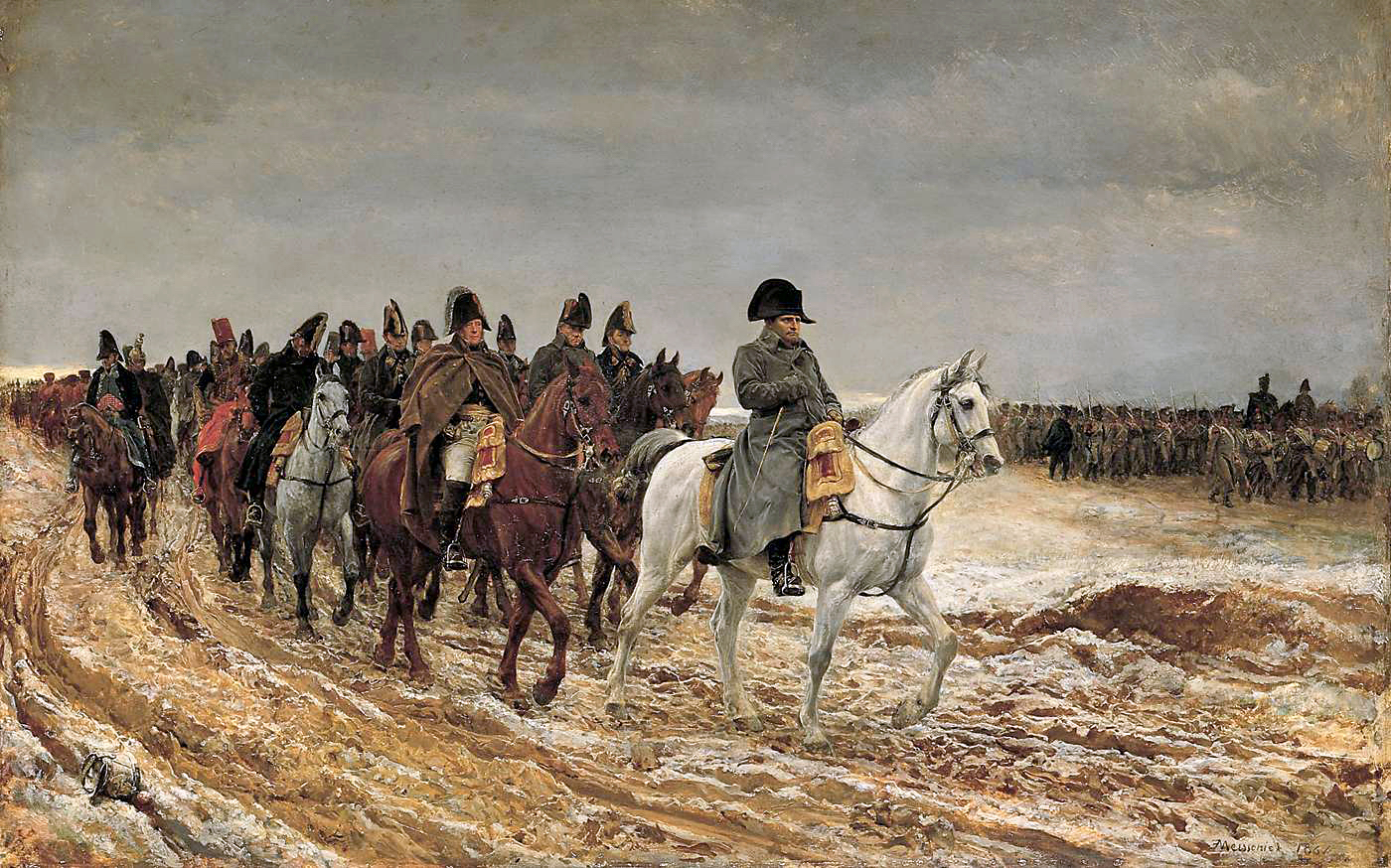
Napoléon pendant la campagne de France en 1814, par Ernest Meissonier.

Toujours à la pointe des combats pendant cette campagne, Nansouty se trouvait le 24 février à proximité de la ville de Troyes. Des négociations en vue d'un armistice étaient en cours dans un village voisin et, en dépit d'ordres formels prescrivant de continuer la lutte, les deux camps avaient temporairement cessé les hostilités. De son côté, Nansouty enleva ses cavaliers et attaqua des troupes ennemies dans les rues du village où les négociations se déroulaient. Voyant cela, le délégué français aux pourparlers d'armistice, Charles de Flahaut, alla trouver Nansouty et protesta vivement contre l'initiative de ce dernier. Nansouty répondit que l'Empereur était sans aucun doute au courant que des négociations se tenaient dans cette localité mais qu'il avait reçu l'ordre de capturer cette position sans plus attendre. Le 27 février, Napoléon fit à nouveau mouvement contre les Prussiens de Blücher, laissant une partie de ses forces vers Troyes afin d'observer les agissements des troupes autrichiennes de Schwarzenberg. Nansouty, avec la cavalerie de la Garde, accompagna l'Empereur dont il assurait la protection, et dut s'ouvrir la route à coups de sabre lors d'un combat de cavalerie sanglant à Château-Thierry le 3 mars. Un autre engagement de cavalerie se déroula le 5 mars, où Nansouty repoussa une cavalerie ennemie forte de 3 à 4 000 hommes et captura le pont de Berry-au-Bac, sur l'Aisne, en dépit d'une violente canonnade. Débouchant sur l'autre rive de l'Aisne avec quelques pelotons de lanciers polonais, Nansouty mena une poursuite énergique, capturant plusieurs canons, des munitions et un nombre assez élevé de prisonniers parmi lesquels figurait le jeune prince Gagarine.
Le 7 mars, au cours de la bataille de Craonne, eut lieu un incident dans lequel Nansouty exprima ouvertement un désaccord avec l'Empereur. Alors que la bataille faisait rage, le général Belliard, de l'état-major de l'Empereur, arriva auprès de Nansouty pour lui annoncer qu'il avait reçu l'ordre de le remplacer dans le cas où son état de santé ne lui permettrait pas d'exercer son commandement. Nansouty lui rétorqua qu'il était en effet malade mais que cela ne l'empêcherait pas de conduire ses hommes à la bataille. Bien que d'une mauvaise humeur inhabituelle après cet incident, Nansouty se conduisit par la suite brillamment à Craonne. Il reçut l'ordre de traverser un terrain accidenté et d'escalader une pente abrupte avec sa cavalerie et ses canons afin de tomber sur le flanc droit des coalisés. Ayant réussi à amener ses cavaliers sur la crête, Nansouty les fit se déployer en ligne et les lança contre l'ennemi, refoulant en désordre deux bataillons russes. Nansouty reçut une nouvelle blessure à cette occasion mais celle-ci n'était pas très grave et il continua à diriger vigoureusement ses hommes. C'est à ce moment que Napoléon aurait ordonné à Nansouty d'attaquer une redoute sous un feu très meurtrier. Nansouty ordonna alors à ses soldats de s'arrêter et se mit à avancer seul vers la position. S'étant vu demander la raison de son comportement, il répondit qu'il n'enverrait pas ses hommes à une mort inutile et qu'il attaquerait donc seul. Napoléon révoqua immédiatement son ordre.
Cet affrontement fut le dernier de la longue carrière de Nansouty. Le 8 mars, à la veille de la bataille de Laon, Nansouty était à Chavignon, un village situé à neuf kilomètres de Laon, et où se trouvait également l'Empereur. Bien que les circonstances du départ de Nansouty ne soient pas très claires, il est certain qu'il a quitté le village et son commandement, le jour même. Deux jours plus tard, Napoléon écrivit au ministre de la Guerre pour l'informer que la santé du général Nansouty ne lui permettait pas de remplir ses obligations militaires et qu'il était autorisé à prendre un congé maladie à Paris. Le général Belliard exerça le commandement par intérim de la cavalerie de la Garde lors de la bataille de Laon, le général Sébastiani en obtenant par la suite le commandement permanent.

### Première Restauration

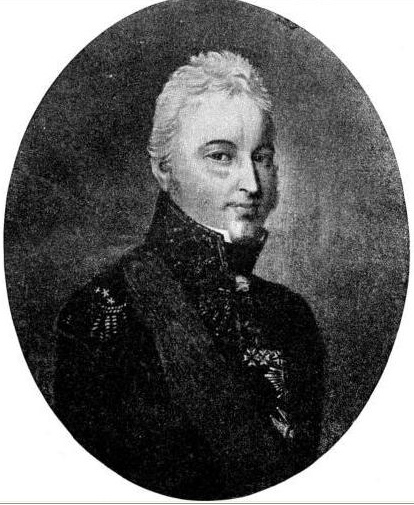
Le général Nansouty représenté en tant que colonel-général des dragons, poste qu'il occupa de janvier 1813 jusqu'à la restauration des Bourbons.

Ayant remis son commandement au général Belliard le 8 mars, Nansouty fit partie trois jours plus tard d'un convoi de plusieurs officiers se rendant à Paris. En chemin vers la capitale, ils furent attaqués par un pulk de cosaques qui parvinrent à disperser l'escorte du convoi. Nansouty et les officiers qui l'accompagnaient se frayèrent un passage à coups de sabre et galopèrent en direction de l'Aisne. Une fois sur la rive, le général se retrouva isolé et alors qu'il s'apprêtait à franchir la rivière à cheval, sa monture fut tuée sous lui, jetant le général à terre. Il parvint toutefois à se relever et nagea sain et sauf jusqu'à l'autre rive. Cet événement, ainsi que son activité inlassable pendant toute la campagne, semblent montrer que sa santé n'était pas la principale raison de son départ. Il est également peu probable que l'Empereur se soit lui-même décidé à le remplacer, étant donné l'échec de la tentative de Belliard lors de la bataille de Craonne et le statut de commandant provisoire accordé ultérieurement à ce général après le départ de Nansouty. Il est ainsi plus raisonnable de penser que Nansouty démissionna à la suite de ses disputes avec l'Empereur. 
Le général Nansouty arriva finalement Paris et y demeura sous la première Restauration, Napoléon ayant abdiqué entre-temps. Il fut l'un des premiers officiers généraux à faire acte d'allégeance à Louis XVIII, qui lui accorda en retour de nombreux honneurs. Son geste encouragea de nombreux autres généraux à se rallier au nouveau régime. Le 12 avril 1814 Nansouty fut nommé commissaire extraordinaire du roi dans la 2e division militaire puis le 20 avril, membre de la commission chargée de la dissolution de la Garde impériale de Napoléon. Il fut également fait chevalier de l'ordre de Saint-Louis le 1er juin, et le 6 juillet il intégra la Maison militaire du roi de France en tant que capitaine-lieutenant de la 1re compagnie de mousquetaires (les « mousquetaires gris »). Cependant, malgré ces diverses responsabilités, la situation financière de Nansouty se dégrada fortement sous la Restauration. Le général avait eu un comportement particulièrement honorable pendant les guerres napoléoniennes et, contrairement à certains de ses camarades, n'avait jamais tiré le moindre revenu du pillage. Il avait par ailleurs continué de mener un train de vie fastueux, très coûteux mais qu'il estimait normal pour un noble comme lui. Ses nombreuses fonctions avaient procuré à Nansouty d'importants revenus sous l'Empire, ceci ajouté au fait que Napoléon attribuait régulièrement de fortes dotations à ses meilleurs généraux. Les gratifications impériales mises à part, les différents traitements perçus par Nansouty dans les quatre premiers mois de 1814 lui avaient rapporté pas moins de 104 000 francs. La situation changea sous les Bourbons : sa dignité de colonel-général des dragons fut supprimée et remplacée par le titre honorifique d'inspecteur des dragons, le général ne conservant plus que les 25 000 francs associés à sa charge de capitaine-lieutenant de la Maison militaire du roi.

### Mort et lieu de repos

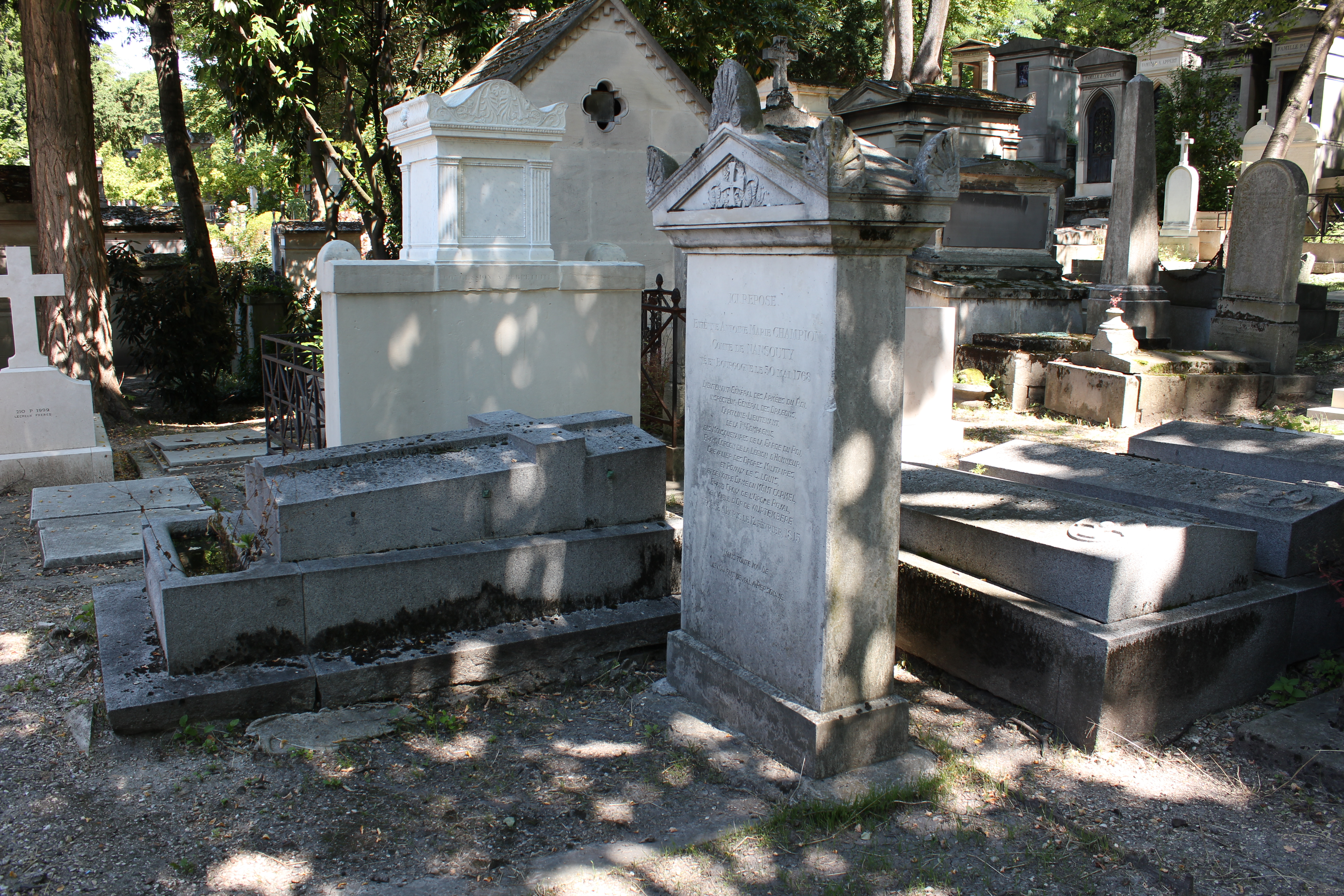
Tombe du général Nansouty au cimetière du Père-Lachaise à Paris.

Au cours de la seconde moitié de l'année 1814, la santé de Nansouty, fragilisée par dix années de campagnes presque ininterrompues dans toute l'Europe, se détériora rapidement. Il était affaibli par ses blessures, dont certaines étaient très récentes, mais surtout par les fatigues de la guerre. Sur son lit de mort, il déclara : « j'ai réfléchi à toutes mes actions depuis ma naissance et de toute ma vie, je n'ai fait de mal à personne ». Il aurait également réaffirmé sa foi chrétienne et recommandé son fils à la bienveillance du souverain, en guise de récompense pour ses services. Juste avant de mourir, il confia à son fils que son seul héritage était de l'inviter à suivre son exemple et à mener, comme lui, une vie honorable et irréprochable. Le général comte Étienne Marie Antoine Champion de Nansouty mourut le 12 février 1815 à Paris, laissant derrière lui une femme et un fils unique. Une pension annuelle de 6 000 francs fut accordée par le roi à la veuve du général. Il est enterré au cimetière du Père-Lachaise (division 27). Sur sa pierre tombale figure l'inscription suivante :

« Ici repose Étienne Antoine Marie Champion
Comte de Nansouty
Né en Bourgogne le 30 mai 1768
Lieutenant-Général des Armées du Roi,
Inspecteur-Général des Dragons,
Capitaine-Lieutenant,
de la 1re Compagnie,
des Mousquetaires de la Garde du Roi,
Grand Cordon de la Légion d'Honneur,
Chevalier des Ordres Militaires,
et Royaux de S. Louis,
et de Notre Dame du Mont Carmel,
Grand Croix de l'Ordre Royal,
de l'Aigle d'Or de Wurtemberg
Décédé à Paris le 12 février 1815
« De toute ma vie, je n'ai fait de mal à personne. » »

Le nom du général Nansouty est inscrit sous l'arc de triomphe de l'Étoile à Paris.

## Famille
La famille Nansouty appartenait à l'ancienne noblesse de Bourgogne et était intimement liée à l'histoire de cette région, à qui elle fournit plusieurs magistrats et soldats distingués à travers les siècles. L'un de ses membres les plus illustres, le seigneur de Nansouty, joua un rôle essentiel dans l'allégeance de la Bourgogne au roi Henri IV, qui le récompensa de sa fidélité en le nommant conseiller d'État. 
Fils de Jean-Baptiste Champion (né en 1730), seigneur de Nan-sous-Thil, capitaine des grenadiers au régiment de Bourgogne puis major du Château Trompette à Bordeaux, et d'Antoinette Hélène Harpailler, le général Nansouty se maria en 1801 avec Jeanne Françoise Adélaïde Gravier de Vergennes (1781-1849), petite-nièce du ministre d'État de Louis XVI, Charles Gravier de Vergennes, sœur de Mme de Rémusat. Ensemble, ils eurent :
- Étienne Jean Charles Champion (16 juillet 1803-6 janvier 1865), 2e comte de Nansouty, capitaine adjudant-major, pair de France le 5 novembre 1827, sans majorat, admis à siéger le 29 juillet 1828, nomination annulée en 1830.

## Considérations
En tant que commandant, Nansouty était connu pour être un homme d'esprit mais avec une tendance excessive au sarcasme, ce qui nuisait à sa réputation et lui créa de nombreuses inimitiés. Ses quelques mois passés en Espagne en 1808, où il commandait les officiers d'ordonnance de l'Empereur ainsi que les aides de camp attachés aux généraux de l'état-major, semblent attester chez lui d'un penchant indésirable pour la moquerie dans le service, à tel point qu'un de ses subordonnés écrivit qu'« on ne savait jamais quand il plaisantait ou quand il était sérieux ». Lorsqu'il s'agissait de questions militaires, l'attitude de Nansouty devenait extrêmement imposante, concise et rude. Perfectionniste, doté d'un réel coup d’œil et d'une parfaite connaissance de son arme, il était ulcéré à chaque fois que ses manœuvres de cavalerie étaient mal exécutées et devenait alors désobligeant, insultant même parfois avec ses subordonnés. Toutefois, lorsqu'il allait trop loin dans la réprimande, il était visiblement mécontent de lui-même, plein de remords et essayait de se racheter auprès de la personne qu'il avait insultée. Ce type de comportement semble avoir été récurrent chez lui. Son humeur paraît avoir été particulièrement mauvaise dans ses derniers mois de service en 1814, peut-être à cause des blessures légères qu'il avait reçues à plusieurs reprises dans un court laps de temps mais plus vraisemblablement en raison de ses démêlés avec l'Empereur. Durant cette période, il maltraita sévèrement un chef d'escadron pour n'avoir pas exécuté un de ses ordres assez rapidement et alla même jusqu'à renvoyer son chef d'état-major, le colonel de la Loyère, pour une faute mineure. 

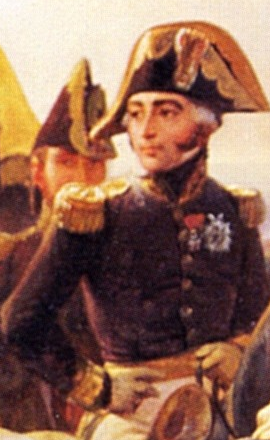
Le général Nansouty tel que dépeint par Horace Vernet dans sa peinture Napoléon à Friedland.

Le caractère fier et indépendant de Nansouty transparut tout au long de sa carrière et sa nature présomptueuse, typique des grands généraux de cavalerie de l'époque, conduisit à plusieurs affrontements avec ses pairs. L'un de ces incidents, qui eut lieu le 11 juillet 1809, quelques jours après la bataille de Wagram, faillit se terminer par un duel avec un autre officier en présence de leurs hommes. Il opposa Nansouty au général Arrighi de Casanova, qui commandait la 3e division de cavalerie lourde. Les deux généraux se disputaient la propriété exclusive pour leurs hommes d'un étang situé à proximité d'une petite ferme. Aucun des deux ne voulut céder et le ton de la discussion s'échauffa rapidement, à tel point qu'un duel fut envisagé afin de régler l'affaire. En définitive, Nansouty, plus ancien dans le grade, eut le dernier mot, et juste après l'incident, l'un des cuirassiers d'Arrighi érigea un panneau sur lequel était inscrit de manière sarcastique : « L'étang de Nansouty ».
Parfois, son sarcasme était dirigé jusqu'à l'encontre de ses supérieurs et Nansouty eut une explication orageuse avec Grouchy, plus expérimenté que lui pourtant, lors de la bataille de Friedland. Néanmoins, Grouchy reconnut peu après que le comportement de la division Nansouty au cours de la bataille avait été « glorieux ». En 1809, Nansouty fit cette réponse célèbre à Napoléon qui le critiquait pour son action à Wagram : « après tout, ce n'est pas votre Majesté qui va m'apprendre à manier de la cavalerie ». Trois ans plus tard, lors de la campagne de Russie, alors que Murat se plaignait du manque de résistance des chevaux, Nansouty lui rétorqua : « oh oui, Sire, c'est parce qu'ils manquent de patriotisme ». À la bataille de Craonne en 1814, un jour avant de remettre sa démission, il refusa d'exécuter un ordre de Napoléon qui lui prescrivait d'attaquer une redoute sous un feu particulièrement nourri, estimant que c'était envoyer ses hommes à la mort. De fait, Nansouty répondit à l'Empereur : « j'y vais seul ; il n'y a là qu'à mourir, et je n'y conduirai pas ces braves soldats ».
Son comportement en campagne a été décrit comme parfaitement honorable et parfois humain : sous la Révolution française, il ne ménagea pas ses efforts pour protéger les émigrés capturés de la vindicte des révolutionnaires au sein de l'armée. Il se montrait également respectueux des populations civiles dans les territoires occupés et ne tolérait aucun pillage ou acte de violence de la part de ses hommes. Il se vit offrir à plusieurs reprises des cadeaux en signe de gratitude mais il les refusait et les renvoyait le plus souvent. Alors qu'il faisait campagne dans le Tyrol, il accepta ainsi une forte somme d'argent qu'il redistribua immédiatement aux hôpitaux de la région. Une autre preuve de son humanité fut le soin qu'il accordait à la vie et au bien-être de ses hommes, se montrant toujours réticent à les sacrifier pour la gloire. 
En tant que général de grosse cavalerie, Nansouty fut l'un des meilleurs soldats en activité pendant les guerres napoléoniennes. Précis, méthodique, avec une parfaite connaissance des ressources de son arme et des tactiques de la cavalerie, il était supérieur à n'importe qui pour préparer ses dispositions d'attaque. Il était toutefois moins audacieux que Lasalle, Montbrun ou Kellermann, ce qui ne l'empêcha pas de diriger certaines des charges de cavalerie les plus mémorables du Premier Empire. Charles Antoine Thoumas affirme en outre qu'il agissait avec une « lenteur calculée » lorsqu'il était placé sous le commandement de Murat. Son habileté à entretenir et à entraîner les troupes dont il avait la charge semble avoir surpassé celle de ses pairs. Cette caractéristique fut illustrée au début des guerres napoléoniennes dans le cadre de l'organisation de la réserve de cavalerie de la Grande Armée sous les ordres du maréchal Murat. Le commandement des différentes unités de cette réserve fut confié à quelques-uns des meilleurs généraux de cavalerie du moment, à savoir Jean-Joseph-Ange d'Hautpoul, Dominique-Louis-Antoine Klein, Marc-Antoine de Beaumont, Frédéric Henri Walther, Louis Baraguey d'Hilliers et Jean-Baptiste Milhaud. En dépit de la renommée et de la compétence de ces commandants, les six régiments de la division Nansouty acquirent la réputation d'être les mieux commandés et les plus précis dans l'exécution de leurs manœuvres. Lors d'une bataille, il faisait continuellement manœuvrer ses troupes, persuadé qu'ainsi il parviendrait à les distraire du danger auquel ils faisaient face. 
Nansouty donna toute l'amplitude de son talent dans les charges qu'il conduisit à Austerlitz, Friedland, Eckmühl, Essling, La Moskova, Hanau, Montmirail, Vauchamps et Craonne. Sa contribution aux plus célèbres victoires de l'Empire français lui a valu d'être comparé au grand général de cavalerie prussien Friedrich Wilhelm von Seydlitz.